# Història de la pintura
La història de la pintura és la branca de la història de l'art que estudia les manifestacions pictòriques que s'han donat al llarg de la història de la humanitat i la seva posterior classificació i interpretació. La història de la pintura es remunta al temps dels primers utensilis de la humanitat prehistòrica i s'estén al llarg de totes les cultures. En la història de la pintura, s'han emprat diversos materials i aquests han determinat diferents tècniques. Cal valorar que la intencionalitat de les pintures, com qualsevol obra d'art, ha variat segons el context en què han estat realitzades.

## Introducció

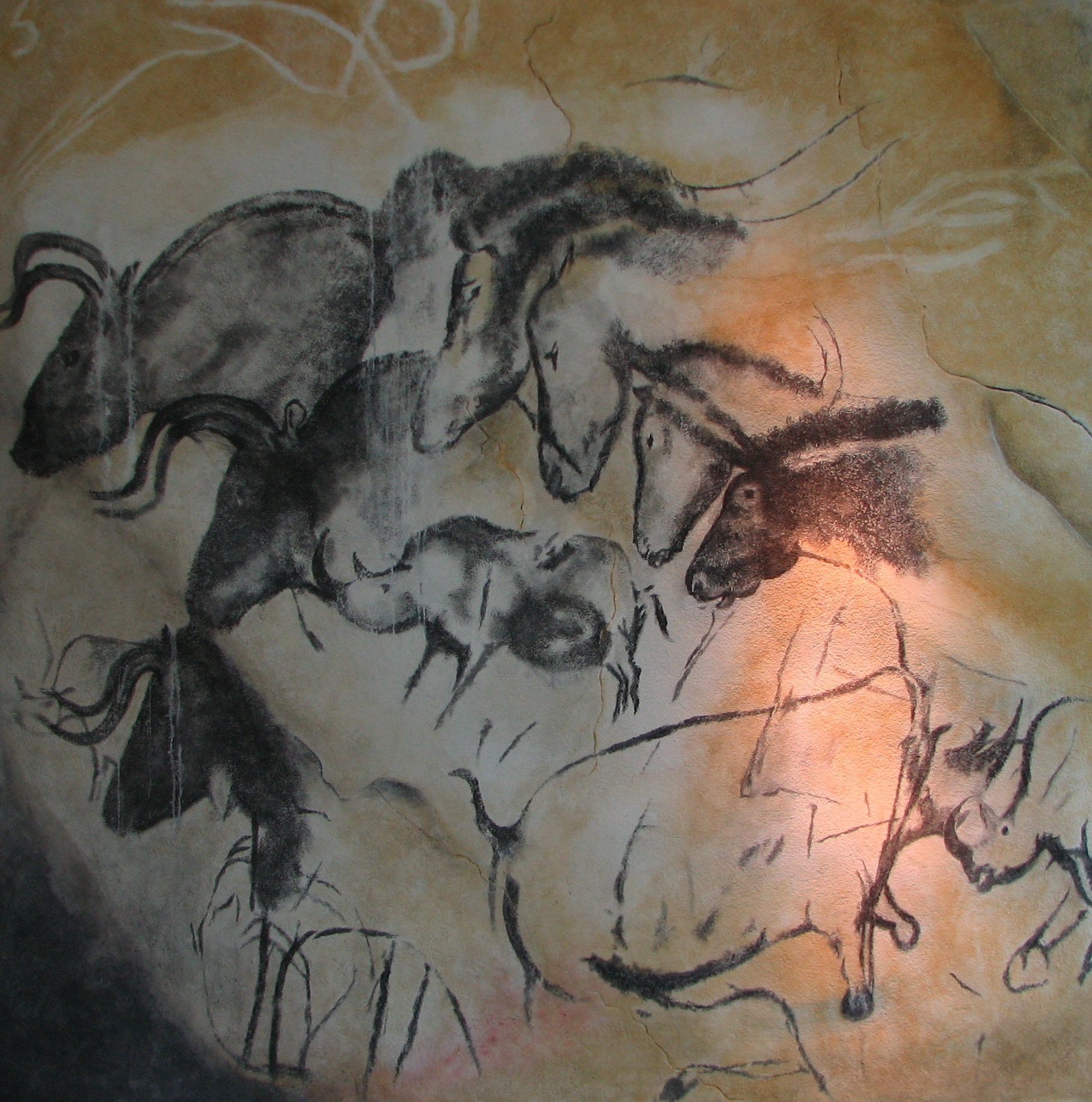
Rèplica d'unes pintures de la cova de Chauvet del període aurinyacià

La Gioconda, pintura del Renaixement per Leonardo da Vinci

La història de la pintura comprèn tota la pintura realitzada des de la prehistòria fins a l'edat contemporània. Inclou totes les representacions executades amb diferents tècniques i els canvis produïts al llarg del temps, canvis que coincideixen amb els que s'ha produït de manera paral·lela en la història de l'art, tant en el seu context temporal com cultural.
L'anomenat art parietal, que consistí en la producció de pintura mural dins les coves, es concentrà principalment en zones pirinenques tant de França com d'Espanya, a la costa mediterrània (art llevantí). Altres mostres menys importants s'han trobat a Portugal, Nord d'Àfrica, Itàlia i Europa oriental. Les pintures rupestres més antigues conegudes es troben a la cova de Chauvet, a França, i alguns historiadors les daten en uns 32.000 anys, entre els període aurinyacià i gravetià. En la seva elaboració, van fer servir ocre d'argila, vermell d'òxid de ferro i negre de diòxid de manganès. També cal destacar les pintures de les coves de Lascaux i d'Altamira; allà apareixen dibuixats rinoceronts, lleons, búfals, mamuts, cavalls i éssers humans que sovint estan realitzant actes de caça.
Les imatges que es poden contemplar en les parets de les tombes egípcies, que es remunten a uns 5.000 anys, són escenes de la vida quotidiana i de caràcter mitològic. Presenten els trets característics de l'art egipci, amb figures de perfil, en les quals es tenia en compte la mida i d'aquesta manera es distingia el rang social del representat. Pel que fa a l'antiga Roma, era normal decorar els murs de les cases i dels palaus principals; alguns dels exemples més ben conservats se'n troben a Pompeia i Herculà. En un altre context, dins l'anomenat art paleocristià, es decoraren les catacumbes amb escenes del Nou Testament i sovint amb la presència de Jesús com el «Bon pastor». Les figures eren representacions estàtiques amb uns grans ulls que semblaven mirar l'espectador; aquest estil va tenir continuïtat en l'escola romana d'Orient de Constantinoble.
La pintura romànica es desenvolupà entre els segles xii i xiii, i els exemples més interessants corresponen a pintures que es troben en esglésies del sud de França i de Catalunya. Les obres, la majoria de les vegades, són de temàtica religiosa i estan situades als absis i als murs de les esglésies; són habituals representacions del pantocràtor, la Mare de Déu i la vida dels sants. Amb l'arribada del gòtic, i fonamentalment a França i a Itàlia, a més a més de la temàtica religiosa, es tractaren temes laics. Entre tots, sobresurt la figura de l'artista italià Giotto di Bondone.
La pintura del Renaixement va estar molt influïda per l'antiguitat clàssica. En aquesta època, es va desenvolupar la perspectiva lineal, el coneixement de l'anatomia humana aplicat a la pintura, i es descobrí i aplicà la tècnica de l'oli. Va ser una època de grans artistes, entre els quals destacaren Leonardo da Vinci, Miquel Àngel, Rafael Sanzio i Ticià. Pel que fa a les obres serveixen de referent, per una banda, el quadre de La Gioconda, obra en què Leonardo aplica tècniques innovadores com l'sfumato i el clarobscur; per l'altra, una obra magna per les seves dimensions i per la seva qualitat: els frescs de la capella Sixtina realitzats per Miquel Àngel. Cal tenir en compte també els artistes del Nord d'Europa que van emprar especialment temes simbòlics; entre ells, cal citar els germans Van Eyck (Països Baixos) i Dürer (Alemanya); aquest darrer fou pintor i humanista.
L'església de la Contrareforma impulsà un tipus d'art religiós molt autèntic amb el qual s'intentà contrarestar l'amenaça del protestantisme. D'aquesta manera, les convencions artificials dels manieristes que havien dominat l'art durant gairebé un segle, ja no eren les més adequades. Les dues característiques més importants del manierisme foren el rebuig de les normes i l'aposta per la llibertat en la composició, en els colors i en les formes. La novetat dels caravaggistes era un naturalisme radical que combinava l'observació física detallada i el clarobscur, l'ús de la llum i les ombres, un recurs fins i tot teatral i dramàtic. Caravaggio i Annibale Carracci són dos pintors coetanis, considerats decisius en la conformació pictòrica de la pintura barroca, una pintura caracteritzada pel dinamisme i el tipus de composició. Entre els artistes més rellevants, cal destacar-ne Rembrandt, Velázquez i Rubens. Durant la primera meitat del segle xviii, es va imposar el rococó, un estil més alegre i festiu que el barroc. Fou a França i Alemanya on va tenir un impuls més gran.

Llaunes de sopa Campbell's dissenyades per Warhol l'any 1962

El romanticisme de principis del segle xix pretenia expressar estats d'ànims i sentiments intensos. A França, el pintor més rellevant en fou Delacroix; al Regne Unit, Constable i Turner; als Estats Units, Thomas Cole i a Espanya Francisco de Goya. Amb la invenció de la fotografia a mitjan segle xix, la pintura va començar a perdre el seu objectiu històric de proporcionar una imatge realista; l'impressionisme, amb Manet de capdavanter, és l'estil de les pinzellades soltes i la juxtaposició de colors, sense un interès concret en els detalls.
A partir d'inicis del segle xx, la pintura es caracteritza per la diversitat de corrents estilístics: el fauvisme rebutja els colors tradicionals i s'acosta a colors violents, l'expressionisme pretén mostrar més els sentiments que la reproducció fidel de la realitat, i el cubisme –amb Georges Braque i Picasso– impulsa la descomposició de les imatges tridimensionals en punts de vista bidimensionals; la pintura abstracta en serà l'hereva del cubisme. Entre els anys 1940-1950, a Nova York, es va desenvolupar l'anomenat expressionisme abstracte, i l'art pop és un estil una mica posterior, amb Andy Warhol com el seu màxim exponent. Un altre estil a destacar és el minimalisme, que es caracteritza per la reducció de la pintura a formes geomètriques. El segle xxi segueix sota les directrius d'un gran pluralisme i les obres es continuen realitzant dins una àmplia varietat d'estils i de principis estètics.

## Prehistòria

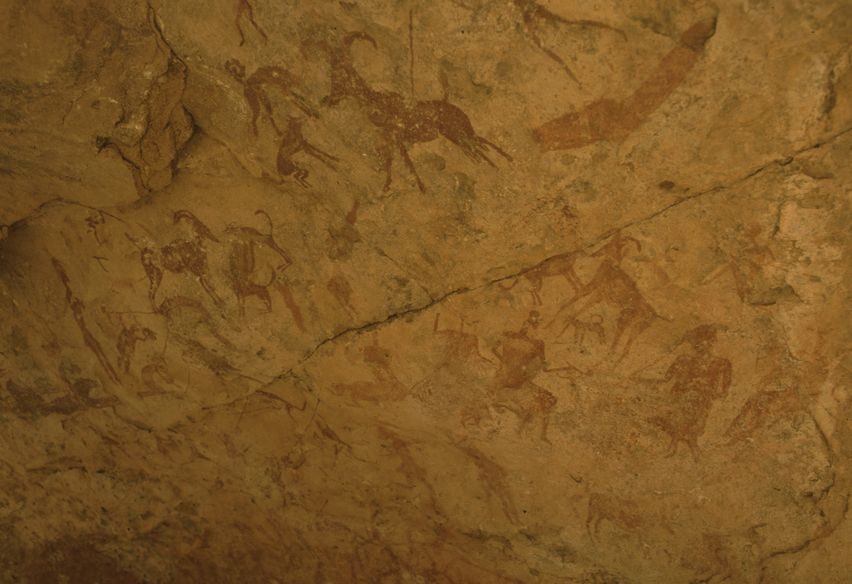
Escena de caça pintada a Oued Djerat (Algèria).

Una pintura rupestre és un tipus d'art rupestre realitzat pels humans prehistòrics, que demostra que l'ésser humà, des del seu origen a la Terra, és capaç de realitzar obres d'art a les parets de les coves que habita. També s'han trobat pintures sobre còdols, escultura, ceràmiques decorades i objectes ornamentals.
La pintura rupestre és un concepte referit principalment a la pintura prehistòrica, quan sobre les parets o els sostres de les coves, les persones dibuixaven o pintaven els diferents animals que caçaven; també pintaven escenes de significat ritual o màgic, com ara els ritus de la fertilitat. Els materials que empraven eren el carbó de llenya o d'ossos, així com diferents tipus de terres de colors, tots aquests aglutinats amb aigua o greixos d'animals. Les pintures rupestres més antigues que es coneixen són les de la cova de Chauvet, al departament de l'Ardecha a França. El mot «rupestre» deriva del llatí: «rupes» que equival a 'roca', però també s'admet com a sinònim de 'primitiu'. Això planteja una qüestió metodològica, ja que ens hem de referir, no sols a la pintura prehistòrica, si no també a qualsevol manifestació pictòrica, en qualsevol època, ja que en sentit estricte rupestre fa referència a qualsevol activitat artística feta sobre els murs de les cavernes, coves, abrics rocosos i fins i tot barrancs, etc.
Els humans prehistòrics, igual que els primitius actuals, atribuïen un significat i una funció màgics o ritual a les representacions de les seves pintures. Creien que la representació d'un bisó era una forma d'apropiar-se del bisó o que la representació d'una dona amb unes mamelles enormes assegurava la fertilitat. En tot cas, altres interpretacions suggereixen que algunes pintures rupestres podien tenir un significat informatiu o instructiu, com és el cas de certs dibuixos en esbós, anomenats tectiformes, a la cova de Font de Gaume a Dordonya (França), que poden ser interpretats com a trampes de caiguda per a caçar el mamut.
Les fites més destacades de la pintura prehistòrica són:
- Abans de la pintura
- L'art parietal francocantàbric
- L'art rupestre llevantí
- L'art rupestre africà
- L'art parietal àrtic
- La pintura paleolítica i neolítica a Àsia
- La ceràmica pintada neolítica
- La pintura neolítica a Egipte i Mesopotàmia

## Edat antiga

### Història de la pintura a l'antic Egipte
La història de la pintura a l'antic Egipte cobreix la pintura desenvolupada a Egipte durant el període arcaic i faraònic, a l'edat antiga. A l'antic Egipte, es desenvolupà una pintura mural, essencialment narrativa, amb representacions de cerimònies i fets remarcables.

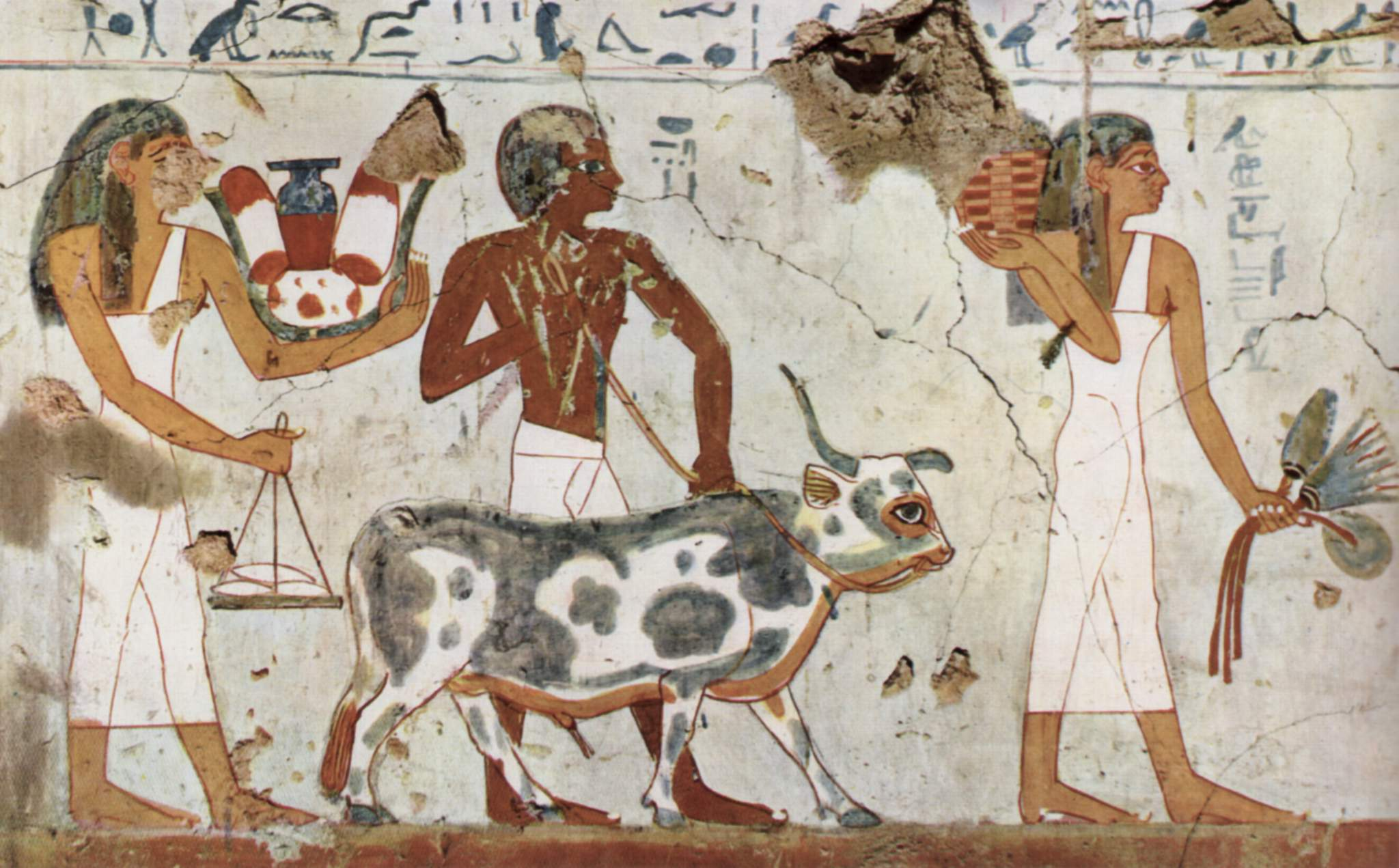
La frontalitat i el color de la pell. Pintura mural de la cambra funerària d'Amenemheb. Imperi Nou. Dinastia XVIII, vers 1500≈1450 aC

Els egipcis pintaven el baix relleu que, a causa de la seva escassa profunditat, sovint porta a confusió respecte a un o altre art. A partir de la dinastia III, la pintura sobre les parets de les tombes substitueix el baix relleu, del qual adopta les principals convencions.
La pintura, com tot l'art de l'antic Egipte, estava regida per unes convencions o cànons i regles molt estrictes, en la qual les figures representaven el màxim del cos possible, dibuixant-les de perfil amb detalls amb vista frontal, en el Regne Mitjà sempre sobre una única línia horitzontal, sobre la qual es traçaven 18 línies equidistants que contenien tot el cos: fins a la sisena, els genolls, nou més fins a l'espatlla, una per al coll i dues per al cap, amb un eix vertical a l'alçada de les orelles, els homes mostrant la cama amagada oberta, i les dones, juntes, i tots sempre en plenitud física, representant l'ideal. Les persones d'extraccions socials més baixes es representaven treballant.
La tècnica pictòrica dels egipcis era un antecedent de la pintura al fresc o tremp d'ou, ja que aglutinaven pigments naturals, extrets de diferents terres de color, amb clara d'ou i ho dissolien en aigua per aplicar-ho sobre les parets nues, és a dir, directament sobre els relleus gravats en la pedra calcària o revestits amb un enguixat sec.
- La pintura a l'antic Egipte

- Pintura a l'Imperi Antic
- Pintura a l'Imperi Mitjà
- Pintura a l'Imperi Nou
- Pintura amarniana
- Pintura de l'Egipte crepuscular

- La pintura a Mesopotàmia
- La pintura a Creta
- La pintura a la Grècia clàssica
- La pintura a Etrúria
- La pintura a Roma
- La pintura de l'inici del cristianisme

### Història de la pintura a Creta

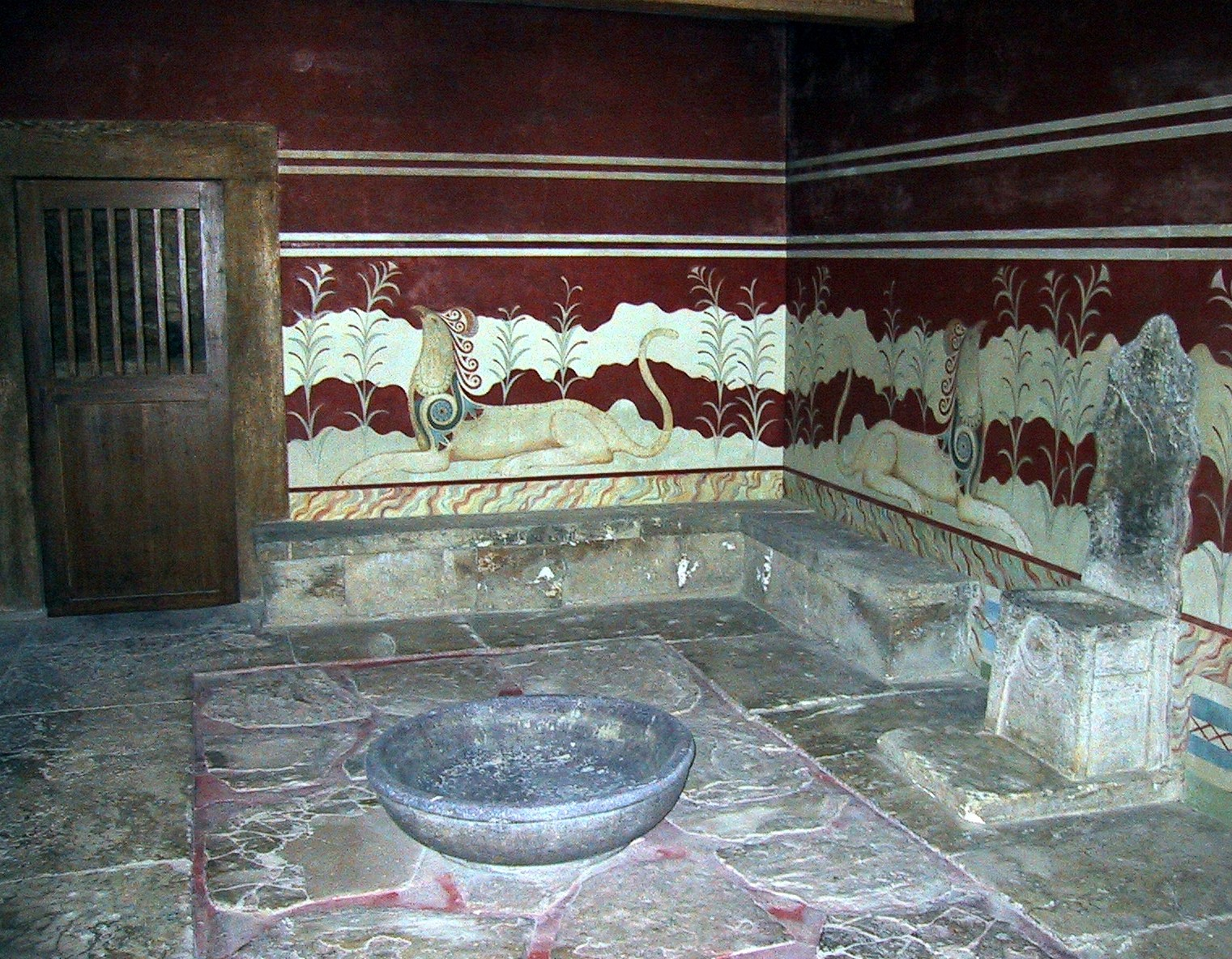
Fris dels glifs. Pintura mural de la sala del Tron del palau de Cnossos. Creta, període minoic II, vers 1450≈1400 aC

A l'illa de Creta, a l'antiguitat es desenvolupà una pintura innovadora d'extraordinària qualitat. El caràcter singular i innovador de la pintura cretenca es distingeix en tres aspectes fonamentals:

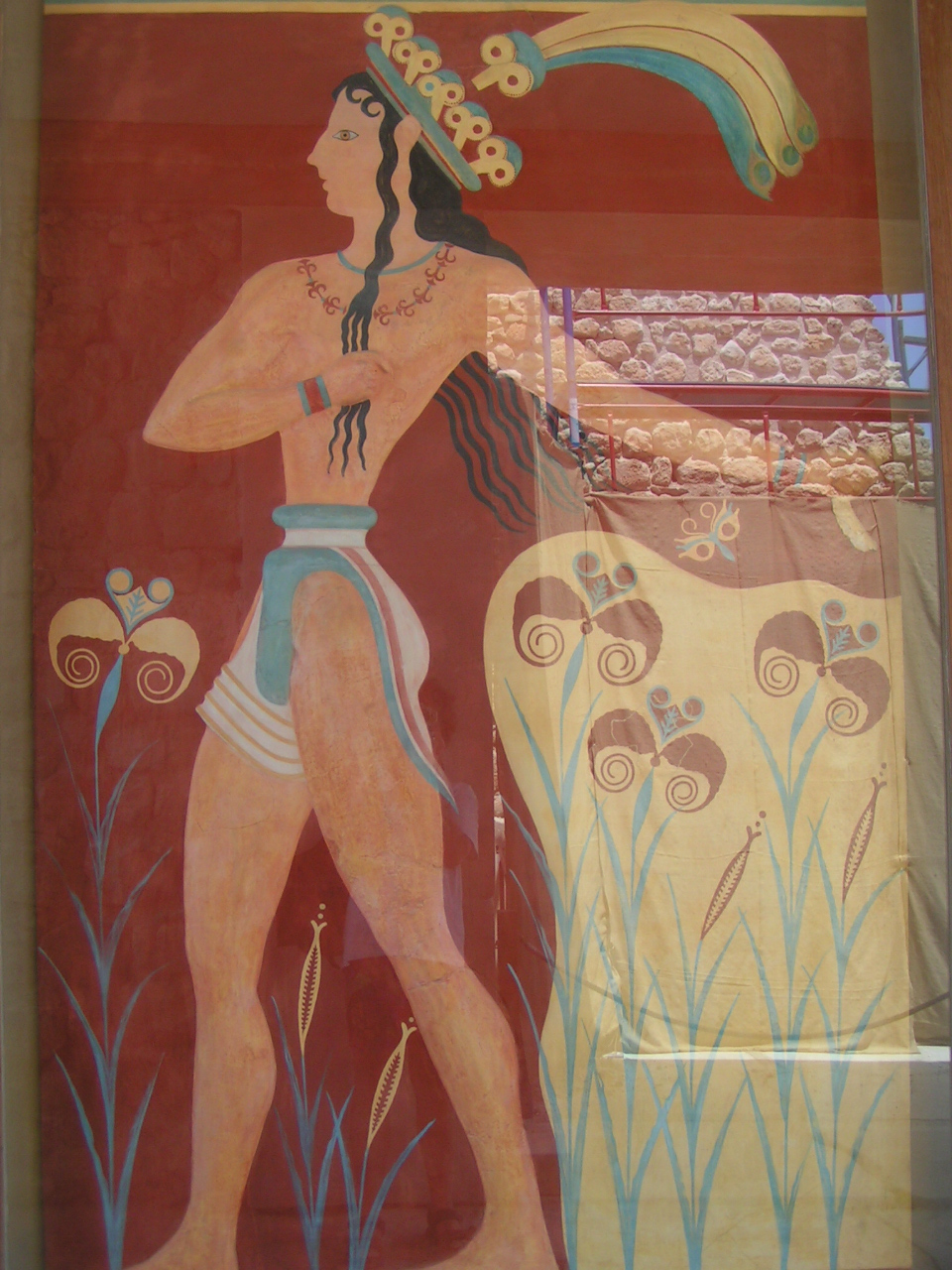
El príncep del lliri. Pintura mural al palau de Cnossos, Creta

Els temes de la pintura cretenca van més enllà dels temes religiosos propis de l'antic Egipte i la Mesopotàmia i també van més enllà dels temes de la vida quotidiana d'Egipte. Els cretencs incorporen desfilades i processons de déus i persones, danses variades, jocs arriscats com el salt de les ballarines pel damunt de les banyes dels braus, etc. La incorporació a la pintura de la composició, del ritme i les proporcions és l'aspecte més innovador, ja que a partir de Creta aquests elements immaterials seran presents en totes les manifestacions de la pintura.
Les formes de la pintura cretenca són més lleugeres i atrevides. Deixen de banda la rigidesa del posat propi del sentit religiós de les cultures egípcia i mesopotàmica per representar els déus amb la forma humana i a la mateixa escala que les persones. La pintura cretenca, si bé a l'inici manté la frontalitat, evolucionà i donà volum als cossos emprant les mitges tintes o les gradacions de color. Així mateix, si bé recrea els mateixos temes de la vida quotidiana, capta amb més humor i espontaneïtat les actituds i els gestos; finalment, incorpora els ritmes, derivats de la reproducció dels detalls i de les formes geomètriques pròpies de les cultures del metall: espirals, bucles, ones, etc.
La pintura cretenca es troba als palaus, no a les tombes. L'espai propi de la pintura cretenca són les habitacions, corredors i altres dependències dels palaus i les cases. Els cretencs pintaven al fresc sobre els panys de paret enguixats o arrebossats. Les seves millors escenes estan a l'altura de la vista, entre el sòcol d'alabastre o marbre policrom al sostre dels palaus i les cases.
Com tot l'art cretenc, la pintura cretenca deriva del fet que a l'illa de Creta es desenvolupà una civilització de base agrària, que evolucionà a partir de l'intens comerç marítim que la va posar en contacte tant amb els imperis agraris d'Egipte i Mesopotàmia com amb els pobles més endarrerits del continent europeu, les cultures de l'edat de bronze.
Fou a Creta on s'inicià el desenvolupament de les arts i tècniques de la metal·lúrgia del bronze en el món civilitzat. El bronze fou introduït a l'illa poc després del 2500 aC.
Mitjançant el comerç marítim, la civilització cretenca mantenia intensos contactes tant amb els imperis agraris com amb els pobles d'Anatòlia i d'Europa, on s'havien desenvolupat les primeres cultures de l'edat de bronze. Les seves naus comerciaven amb Egipte i Mesopotàmia intercanviant oli, vi i bestiar per llegums, cereals i teixits; també intercanviaven objectes d'art i coure. Per les rutes comercials del Danubi i altres vies de penetració, obtenien l'estany dels jaciments del centre d'Europa.
L'arquitectura cretenca s'inspira en l'arquitectura de Mesopotàmia; els seus models són accadis, sumeris o hitites, però la pintura cretenca s'inspira en la pintura de l'antic Egipte, a partir de la qual crea un nou món de formes d'extraordinària influència en l'evolució posterior de la història de l'art.
L'obra més important de la pintura cretenca és el Príncep del Lliri un fresc del Palau de Cnossos que pertany al període minoic I. Altres obres són: la Cursa de braus, que representa el tema de les ballarines saltant sobre el brau que hem esmentat, i el perfil d'una noia que popularment s'anomena la Parisenca; ambdues, com l'anterior, procedents del palau de Cnossos, són actualment al Museu de Candia.

### Història de la pintura romana

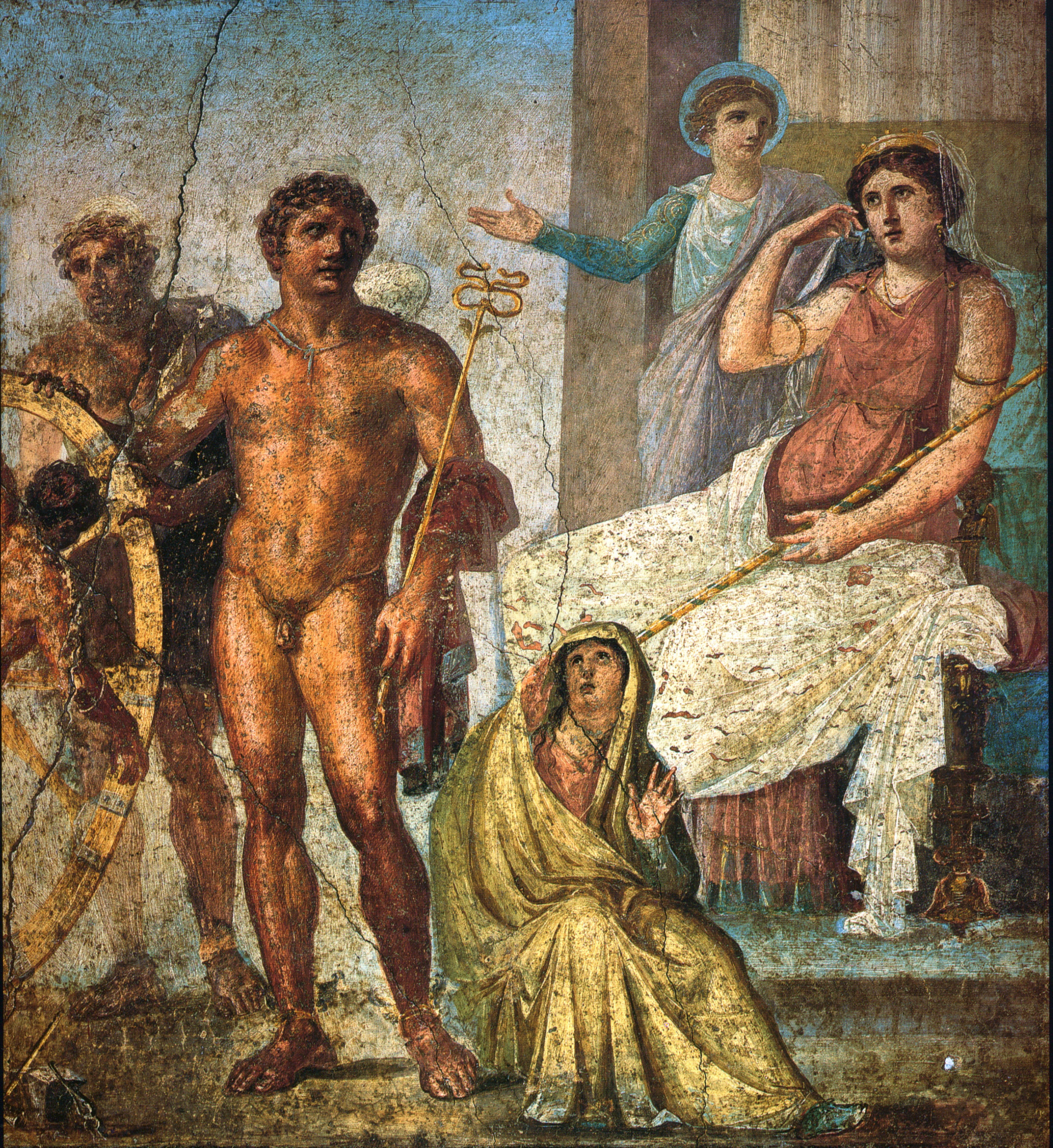
Escena de la vida d'Íxion, casa dels Vettii, Pompeia

La pintura romana és la part de l'art romà de la qual es conserven menys restes. Només excepcionalment ens han arribat mostres de les pintures romanes i, de fet, només han sobreviscut les pintures sobre materials resistents.
La pintura romana exercí una influència significativa en l'evolució de la pintura occidental. La seva tradició reemergí en diversos moments de la història durant molts segles, sent especialment important en la gestació de l'art paleocristià, romà d'Orient i romànic, i donà moltes idees als pintors del Renaixement, del neoclassicisme i del romanticisme.
L'estil pompeià rep aquest nom precisament per pertànyer a les ciutats enterrades per les cendres del volcà Vesuvi l'any 79: Pompeia i Herculà principalment. Malgrat el nom d'estil pompeià, segurament el centre de la producció de la pintura romana va ser la ciutat de Roma.
Era típic d'una casa senyorívola romana tenir tots els angles de les parets pintades i d'això se'n deriva una gran riquesa quantitativa de decoracions pictòriques. En això també s'apreciava la influència grega.
Hi ha quatre estils o esquemes decoratius pompeians:
- Primer estil pompeià difós per tota la zona hel·lenística dels segles III-II aC
- Segon estil cap al 120 aC
- Tercer estil que arriba fins a la meitat del segle i amb l'emperador Claudi
- Quart estil documentat a Pompeia l'any 60.

## Alta edat mitjana

### Pintura romànica

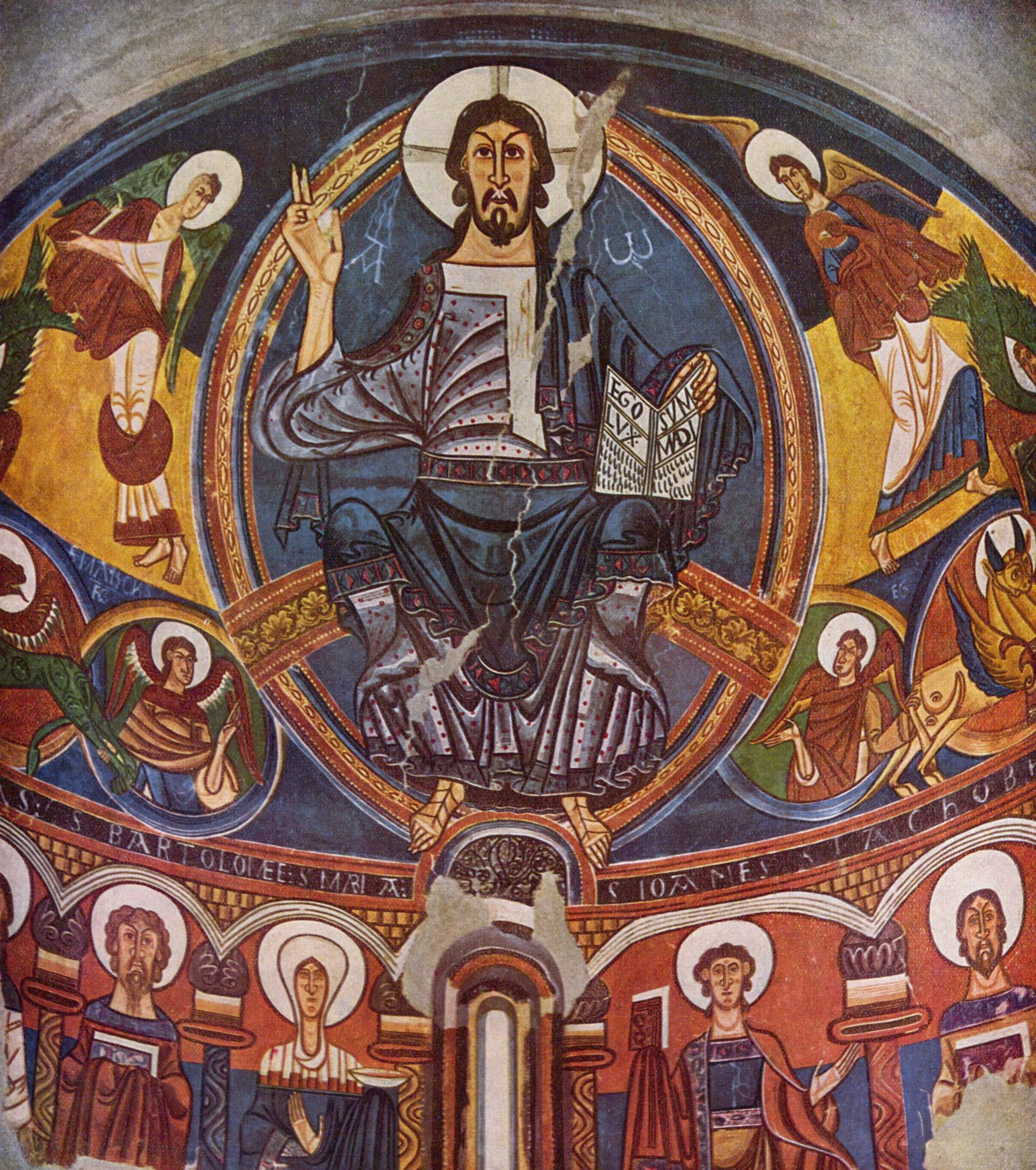
El pantocràtor de l'absis central de Sant Climent de Taüll és una de les pintures romàniques més importants d'Europa

Algunes característiques de la pintura i escultura romànica són les figures antinaturals, esquemàtiques i hieràtiques; cossos desproporcionats, manca total de perspectiva; i personatges superposats, estàtics, frontals i perfectament simètrics. Aquestes característiques amaguen al darrere un complex llenguatge iconogràfic, comprensible en el context de la societat i les creences de l'alta edat mitjana.
El Crist crucificat apareix serè i sense dolor, impassible al turment; el Déu pintat als absis és sobrenatural, jutge de les accions humanes i sobirà universal; Maria, com a Tron de la Saviesa, s'equipara amb la institució de l'Església, mitjancera entre Déu i els humans. Els ulls i les mans de les persones, allò considerat més espiritual, adquireixen dimensions desproporcionades... Aquest antinaturalisme és intencionat i representa la realitat vertadera i transcendent de Déu, enfront del món natural, només aparença imperfecta d'allò que és diví (neoplatonisme).
La pintura té els mateixos temes iconogràfics que l'escultura. Però, a més, hi trobem les il·lustracions de llibres que apareixen per a comentar els textos, com el Beat de Liébana.
Hi ha també pintura mural, encara que es conserva malament i n'hi ha poca. Però la pintura va ser molt important, ja que tots els edificis devien estar policromats. La pintura se situava preferentment en l'interior. L'absis principal era el centre organitzador del programa iconogràfic. Es varen pintar, a més, les voltes i els murs.
Entre els temes predominants hi ha: el tetramorf, el pantocràtor, els apòstols i els sants. En els murs, apareixen els temes narratius, tant de l'Antic com del Nou Testament, però també apareixen les vides dels sants, sobretot si tenen relació amb el camí que els fidels han de recórrer per obtenir la salvació.
Igual que l'escultura, la pintura té una clara funció docent, i un marcat caràcter simbòlic, a més d'estètic. Apareixen el mateix tipus de convencionalismes: frontalitat, carència de volum i profunditat, formes geomètriques i esquemàtiques, adaptació al marc arquitectònic, antinaturalisme i hieratisme, encara que això es compensa amb una gran expressivitat de les figures.
Té una força influència de l'art romà d'Orient. Hi predomina el dibuix, amb línia grossa, colors plans i sense volum. L'espai es crea per la distribució de les figures en l'espai. La tècnica més utilitzada és la del fresc, que requereix una certa preparació del mur: l'estucat. Els colors també poden aplicar-se al temple. Donada l'amplitud dels murs, la composició de l'escena adquirirà una importància singular. També es pintà sobre una taula per posar en els altars. La composició seguia les convencions del relleu.
En la pintura romànica sobresurt la miniatura. La miniatura està feta per gent lletrada, pensada per decorar llibres, per a la gent que sap llegir, però no té la intenció didàctica de les altres obres. Freqüentment, es creen models que després apareixen en murals i taules. Es pinten bíblies, llibres d'hores, vides de sants, llibres científics, etc. En aquests, les miniatures ocupen els marges de les fulles, de manera de vinyeta, pàgines plenes i les inicials del començament del text.
Totes aquestes característiques responen a dues «lleis» exposades per l'historiador de l'art Henri Focillon: la llei d'adaptació al marc i la llei de l'esquema geomètric, vàlides tant per a la pintura com per a l'escultura medievals. La primera parla de la necessària adaptació de les figures als espais arquitectònics que les acullen; i remet a la idea que arquitectura, pintura i escultura formen un tot que té com a objectiu difondre el missatge de les Sagrades Escriptures. La segona es refereix a la lògica geomètrica intrínseca que tenen les figures del romànic: aquestes són simètriques, prenen formes i composicions semblants a quadrats, triangles, cercles o creus... unes formes que no són, en absolut, gratuïtes.
Les formes i proporcions s'ajusten a un ordre geomètric racional, un ordre diví que poc té a veure amb la natura i la realitat material humana. La pintura romànica, per tant, no està concebuda per a un gaudi sensible, sinó que s'adreça a l'intel·lecte mitjançant esquemes racionals. Tal com apunten alguns historiadors, per a apreciar la bellesa d'aquest art, on res es deixa a l'atzar i la iconografia és més complexa del que hom es pensa, cal desprendre's de la forma de pensar «positivista» contemporània.
L'atribut pantocràtor (del grec παντοκρτωρ = 'totpoderós, que tot ho governa'), es va aplicar a Zeus en la mitologia grega. En la cultura cristiana, es fa servir per a referir-se al Déu Pare omnipotent, o a Crist.
En concret, en l'art romà d'Orient i romànic, amb el terme pantocràtor es designa la imatge amb què es representa el Totpoderós, Pare i Fill, és a dir, creador i redemptor. També rep el nom de Maiestas Domini. La figura, sempre majestàtica, mostra una o una altra persona divina en similar actitud: amb la mà dreta aixecada per a donar la benedicció i tenint a l'esquerra els Evangelis o les Sagrades Escriptures. A vegades, se'n representa només el bust; altres vegades, la figura completa entronitzada que, quan es tracta del Pare, sosté als seus genolls Crist fill.
Dos són els llocs habituals per a exhibir el pantocràtor a les esglésies: a l'exterior, als timpans de les portalades, esculpit en pedra; o a l'interior, pintat a les voltes dels absis. En tot cas, se sol emmarcar en un cèrcol oval conegut com a màndorla (de l'italià mandorla = 'ametlla') i ocupen l'espai adjacent les quatre figures del tetramorf, és a dir, al·legories dels quatre evangelistes.
- La pintura dels pobles bàrbars
- La pintura romana d'Orient
- La pintura de l'islam
- Les pintures de l'Extrem Orient
- La pintura de l'alta edat mitjana a Europa

## Pintura gòtica

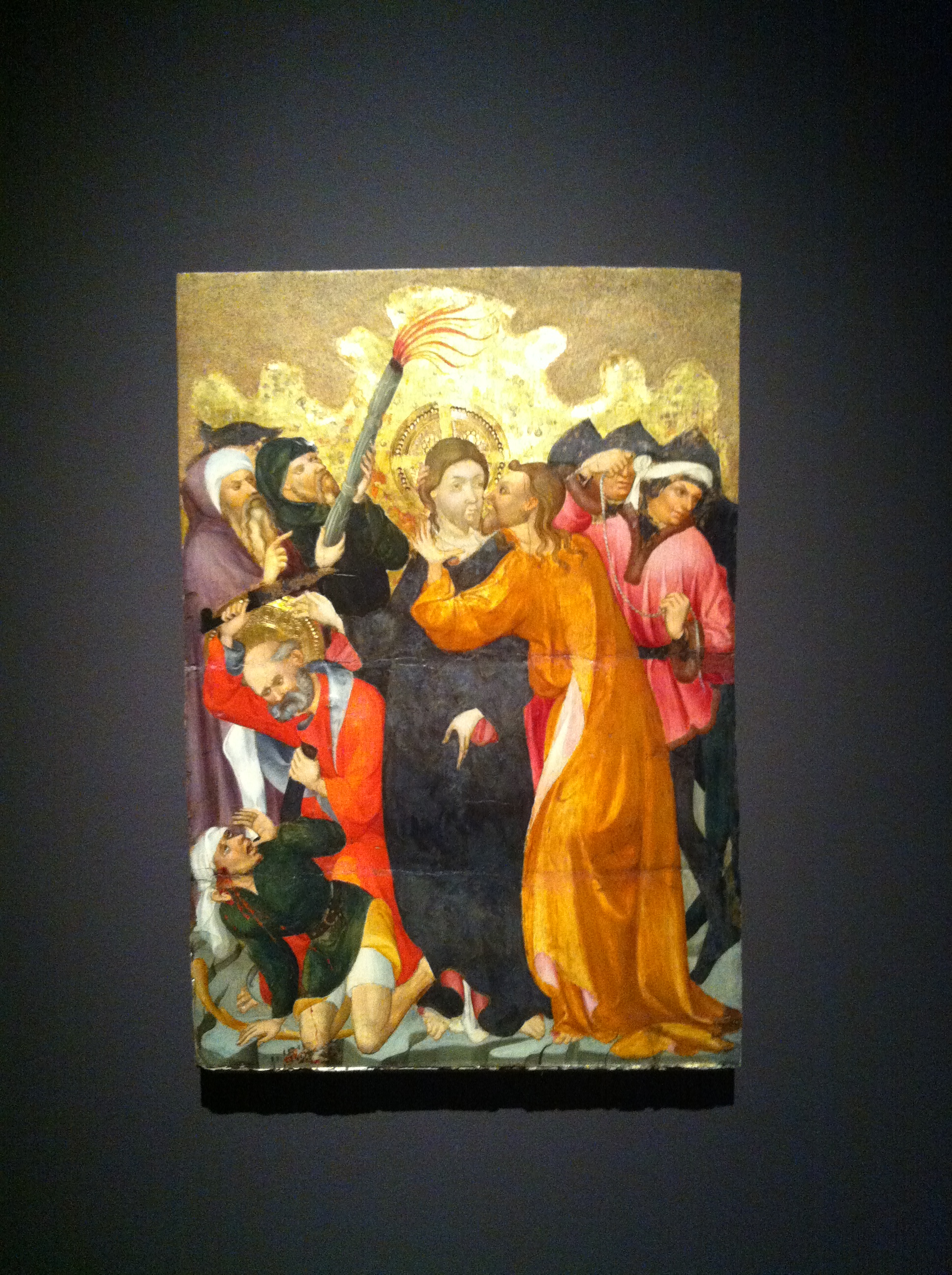
El petó de Judes

La pintura gòtica s'acostuma a datar entre el 1200 i el 1430, mig segle després del començament de l'arquitectura i l'escultura gòtica. La transició entre el romànic i el gòtic és molt imprecisa, però podem veure en les característiques d'aquest estil una pintura més fosca i emocional que en el període precedent. Representa sobretot el començament de la pintura profana, és a dir, la pintura que tracta assumptes que no són religiosos. La pintura gòtica es va desenvolupar a Occident (cap a 1200 a Anglaterra, França, Alemanya), però té el seu clímax a Itàlia amb la pintura del Trecento.
El desenvolupament de l'arquitectura gòtica amb la progressiva substitució del mur per grans finestrals amb vitralls de colors que permeten el pas vers l'espai interior d'una llum policroma i matisada, va portar, en les grans catedrals gòtiques de França, a la pràctica desaparició de la pintura mural que s'havia desenvolupat àmpliament en els murs de les esglésies romàniques.
S'ha dit que la pintura gòtica té el seu espai propi en els grans vitralls de les catedrals i en les miniatures policromes dels llibres (il·luminacions), però pel que fa a la pintura pròpiament dita, aquesta subsistí en els retaules, en les taules pintades que formen els frontis o els laterals dels altars i en els murs de les capelles laterals.
Els pintors de la Toscana van continuar la tradició de la gran pintura mural i del mosaic, ja que l'arquitectura gòtica no va arrelar mai a Itàlia com a França. La maniera greca dels mosaics i frescos evolucionà durant el Duecento, i a les esglésies Superior i Inferior d'Assís, on van coincidir les escoles senesa i florentina, tingueren lloc una sèrie d'innovacions que van canviar per sempre la història de la pintura. Giotto, el més gran pintor del Trecento, realitzà l'interior de la capella dels Scrovegni de Pàdua, una obra clau que, com Giotto, era plenament gòtica, però anticipa ja el Renaixement.
Les etapes de la pintura gòtica són:
- Pintura francogòtica
- Pintura del Trecento
- Pintura gòtica internacional
- Primitius flamencs

Les fites més destacades de la pintura gòtica són:
- Els vitralls de les catedrals
- La pintura del Trecento a Itàlia
- Les miniatures i els llibres il·lustrats
- L'expansió de la pintura gòtica
- La pintura gòtica a Flandes
- La pintura gòtica a Espanya
- La pintura gòtica de la corona d'Aragó

## Edat moderna

### Pintura del Renaixement

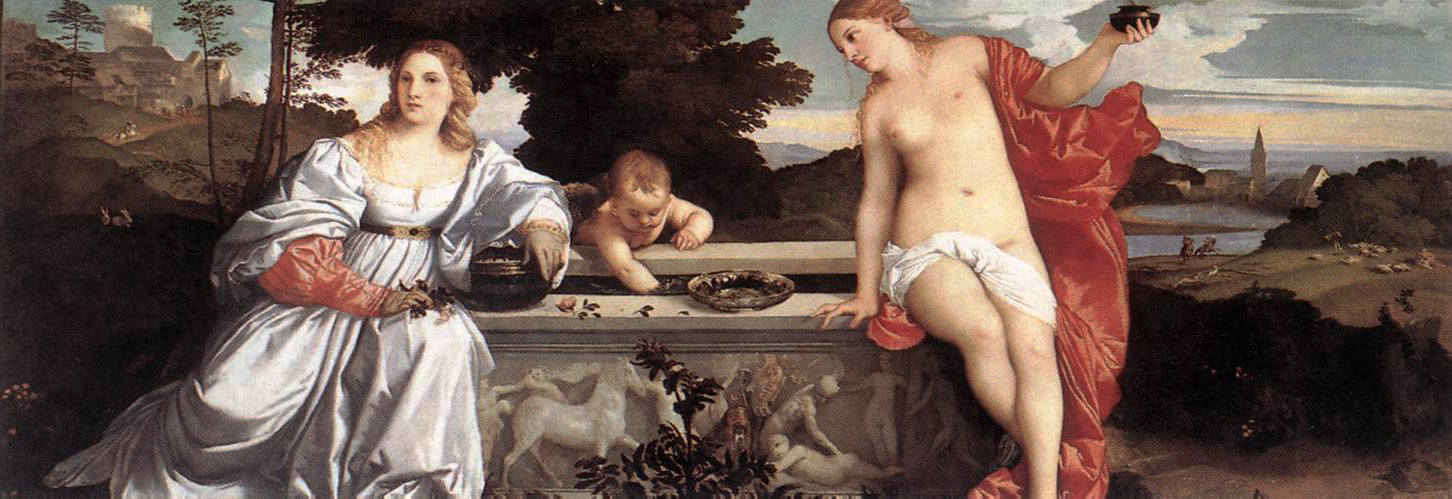
Tiziano, Amor sagrat i amor profà, h. 1513-1514

La pintura renaixentista abasta el període de la història de l'art europeu entre l'art de l'edat mitjana i l'art barroc. La pintura d'aquesta època és vàlida pel «renaixement» de l'antiguitat clàssica, l'impacte de l'humanisme sobre artistes i els seus patrons, noves sensibilitats i tècniques artístiques i, en general, la transició entre el període medieval i els començaments de l'edat moderna. A les arts visuals, els èxits significatius van ocórrer al voltant de l'any 1000 tant a Itàlia com al nord de la Xina. L'art de Masaccio i els escrits de Leon Battista Alberti van ajudar a establir la perspectiva lineal i la idealització del cos humà com les idees principals de la pintura renaixentista italiana a principis del segle xv. Alhora, es va produir al nord la pintura goticoflamenca, que també s'ha considerat prerenaixentista o Renaixement nòrdic. Artistes flamencs com Jan van Eyck van innovar amb la pintura a l'oli i composicions espacials intuïtives.
El breu Alt Renaixement (h. 1500-1520), centrat al voltant de Leonardo da Vinci, Miquel Àngel i Rafael a Florència i Roma, va ser una culminació dels èxits italians, mentre que artistes com Albrecht Dürer van arribar a un nivell similar d'innovació artística i intel·lectual a l'Europa septentrional. La pintura del Renaixement tardà, des del voltant del 1520 fins al final del segle xvi, està marcada per diverses tendències manieristes que es van expandir a partir d'Itàlia a la resta de França. La decadència del Renaixement s'inicia a Itàlia poc després d'intervingut el segle xvi. Es caracteritza per la manca o escassetat de bons mestres, optant els artistes per imitar les obres dels grans mestres anteriors en lloc d'estudiar la natura per crear les seves obres originals. En el manierisme s'exagera el moviment en les figures, l'expressió dels rostres és afectada i amanerada o poc natural.

### Pintura barroca

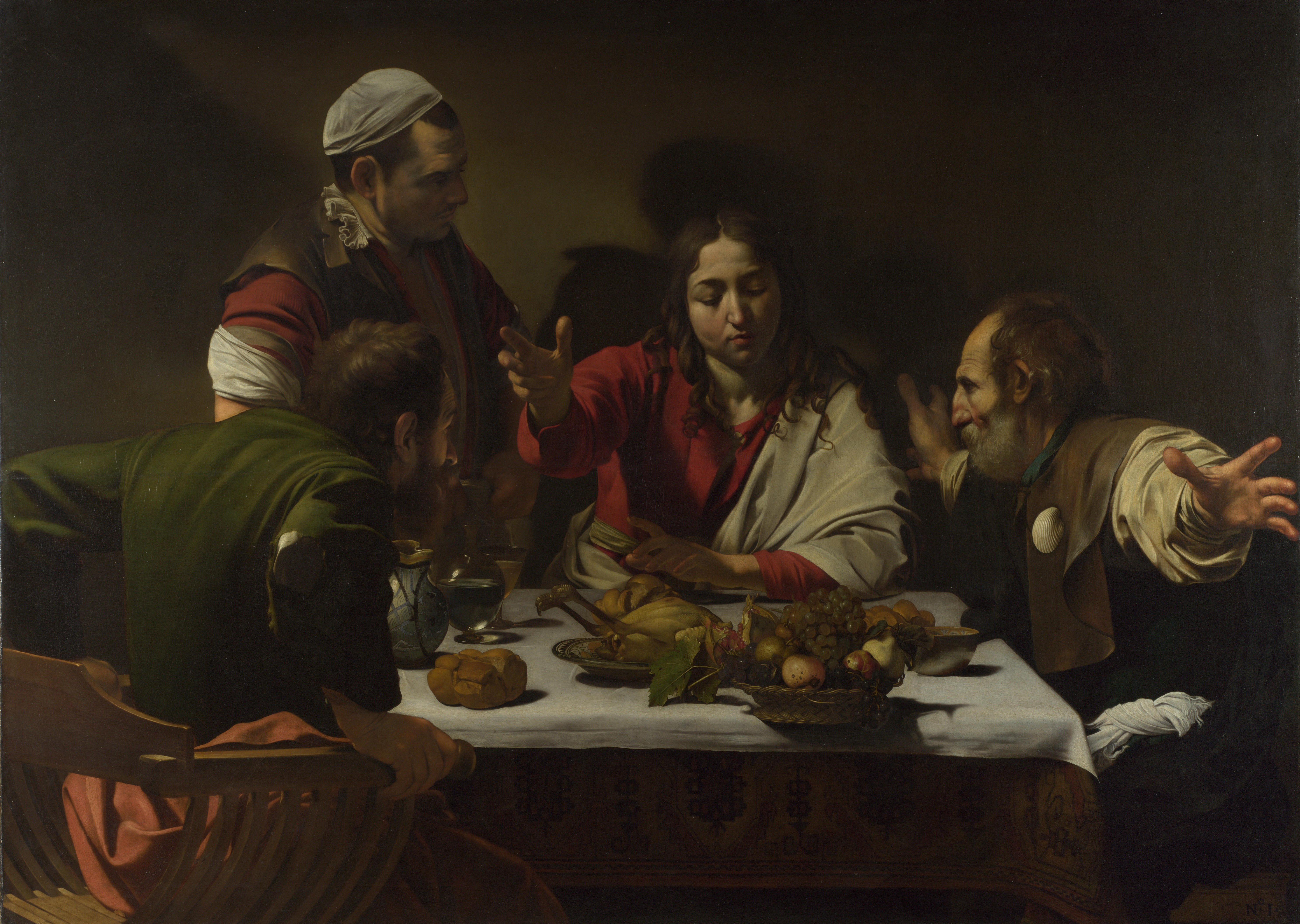
Sopar a Emmaus, pintat el 1601 per Caravaggio

La pintura barroca és un període pictòric de la història de l'art desenvolupat a Europa. Durant aquest període artístic, la pintura adquireix un paper prioritari dins de les manifestacions artístiques, i és l'expressió característica del pes de la religió en els països catòlics i del gust burgès en els països protestants.
Es desenvolupen nous gèneres com els bodegons, paisatges, retrats, escenes costumistes. Igualment, s'enriqueix la iconografia de tipus religiós. Existeix una tendència i una cerca del realisme que es conjuga amb la teatralitat i sovint el dramatisme.
El color, la llum i el moviment són els elements que defineixen la forma pictòrica, mentre que la dinàmica de l'espai, la visió de les escenes en profunditat, l'estructuració de les composicions mitjançant diagonals i la distribució de taques de llum i color configura l'espai com una cosa dinàmica, on els contorns es dilueixen i les figures perden rellevància davant la unitat de l'escena.

### Pintura barroca als Països Baixos

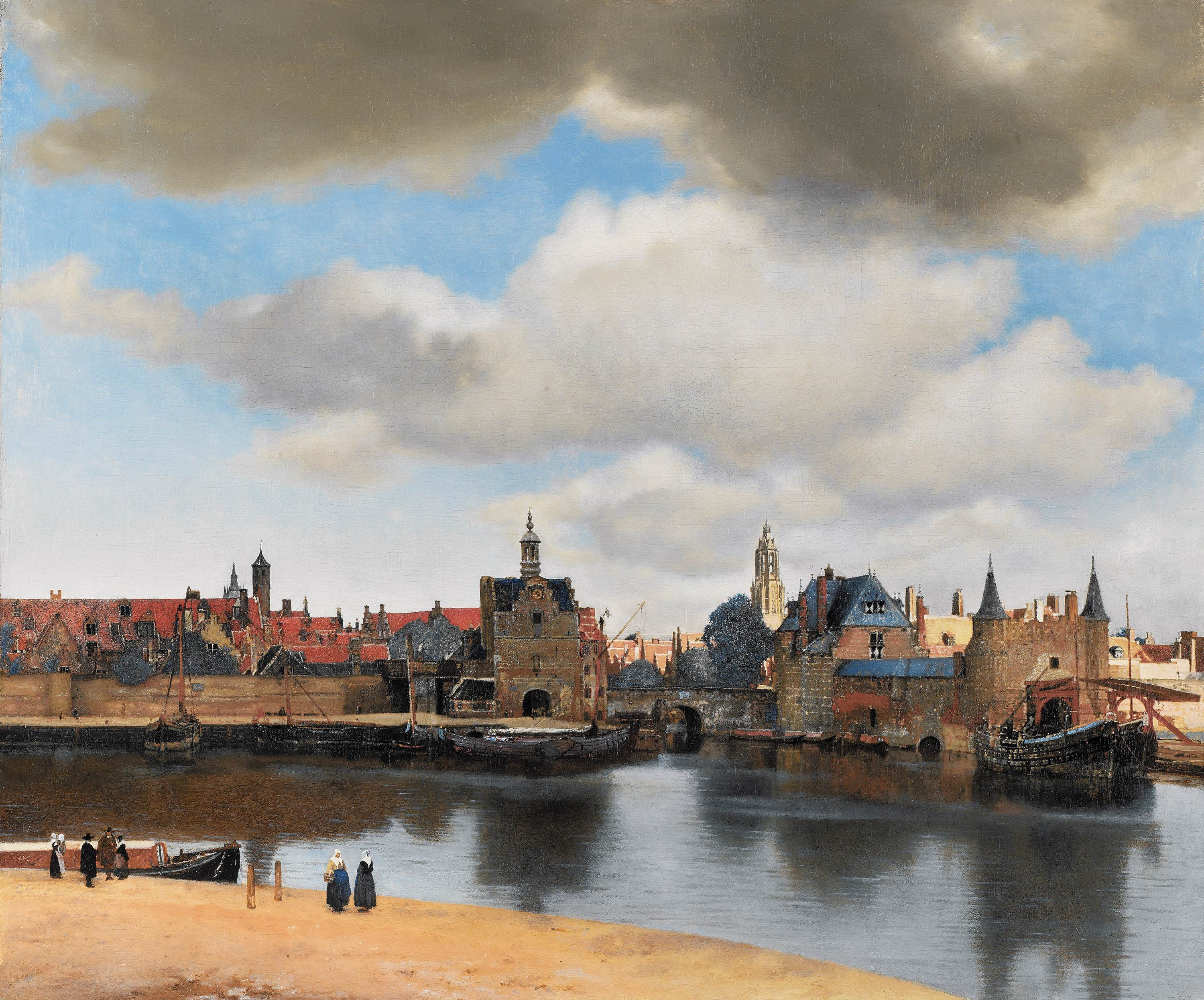
Vermeer, Vista de Delft, 1660 - 1661

La pintura barroca als Països Baixos és la pintura produïda a la República de les Set Províncies Unides durant el que es coneix com l'Edat d'Or Holandesa, un període en la història holandesa que generalment s'ubica al segle xvii.
El control acèrrim que la corona castellana havia tingut sobre el territori dels Països Baixos havia minvat en triomfar la revolta de la República de les Set Províncies Unides i el final de la Guerra dels vuitanta anys (1568-1648) que va portar la independència holandesa. Els Països Baixos del sud varen continuar sota el domini castellà fins al Tractat d'Utrecht de 1713.
La nova República Holandesa era la nació més pròspera a Europa, i liderava el comerç europeu, la ciència i l'art. Les províncies holandeses del nord que conformaven el nou estat havien estat tradicionalment centres artístics menys importants que les ciutats de Flandes al sud, i les agitacions i trasllats a gran escala de la població per la guerra, i l'aguda pausa provocada per la monarquia i les tradicions culturals catòliques, significaven que l'art holandès havia de reinventar-se totalment, un repte del qual sortiria reforçada.
Un tret distintiu del període és la proliferació de gèneres de pintures, amb la majoria d'artistes realitzant la seva producció artística dins d'un d'aquests. El ple desenvolupament d'aquesta especialització es veu des final dels anys 1620 i fins a la Invasió francesa de 1672, on s'ubica el període central de l'Edat d'Or de la pintura.
Aquest moviment adopta diferents direccions segons el territori:
- A la nova república del nord, protestant i burgesa, hi ha una major diversitat de gèneres pictòrics i diversificació temàtica.
- Als Països Baixos espanyols catòliques i aristocràtiques la pintura d'història i la temàtica religiosa s'imposen.

- Rembrandt
- Jan Vermeer

### Pintura barroca a Flandes

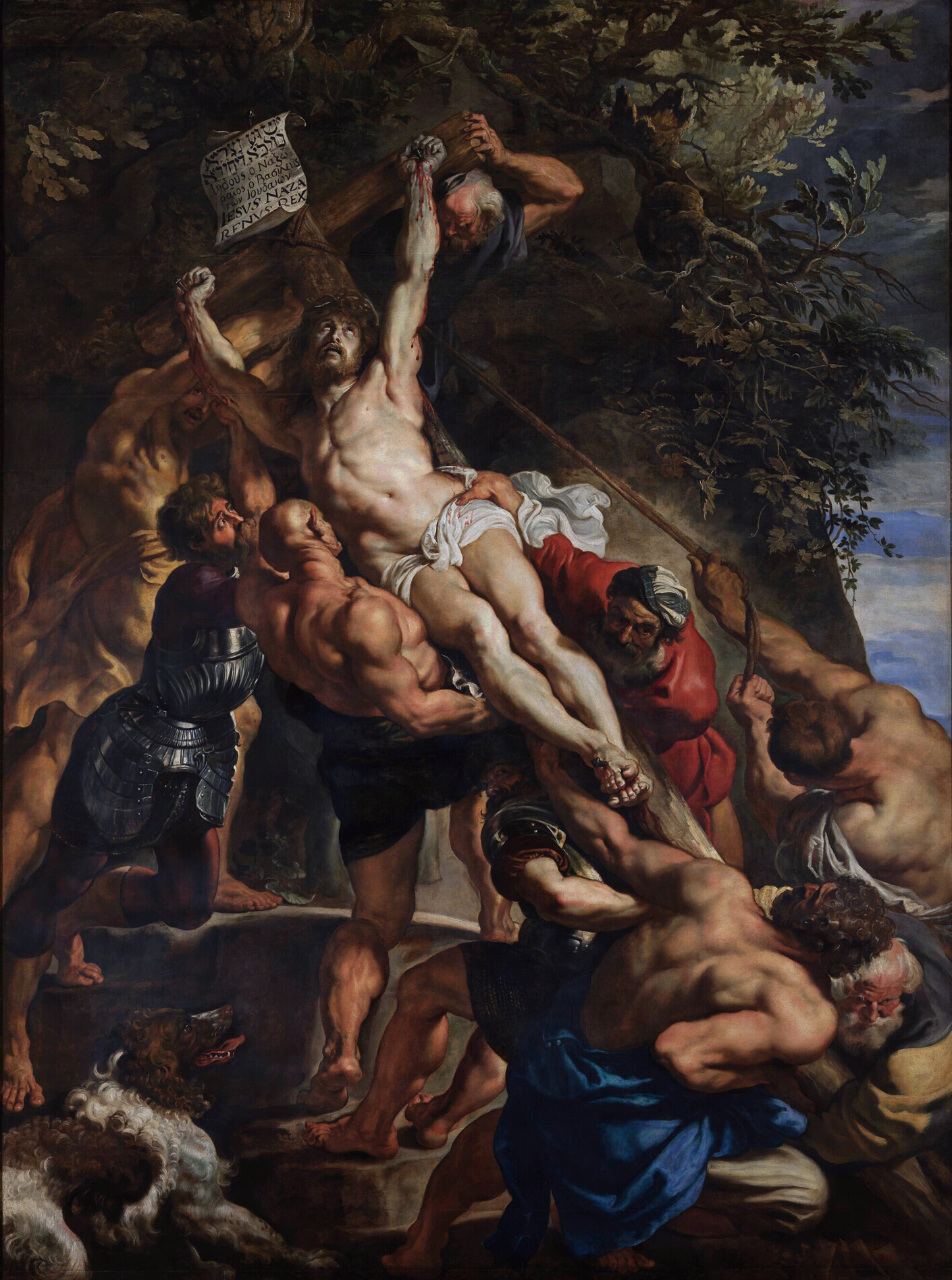
Peter Paul Rubens, L'erecció de la Creu, h. 1610-1611.

La pintura barroca flamenca es va desenvolupar entre aproximadament l'any 1585, quan els Països Baixos espanyols van sofrir la secessió de les províncies septentrionals, fins al voltant de l'any 1700, quan va acabar l'autoritat dels Habsburg espanyols amb la mort Carles II, passant a dependre el territori pel Tractat d'Utrecht de la branca austríaca. Flandes, entès així en un sentit ampli que inclou totes les províncies meridionals dels antics Països Baixos, groso modo l'actual Bèlgica, que en aquella època, després de l'escissió de les Províncies Unides del Nord i el Setge d'Anvers, van romandre sota el domini de la Casa d'Àustria espanyola i van conservar la fe catòlica.
Encara que molts artistes van fugir de les guerres religioses i es van traslladar des dels Països Baixos del sud a les Províncies Unides, la pintura barroca flamenca va florir, especialment a l'Escola d'Anvers durant el segle xvii, llar de destacats artistes com Peter Paul Rubens, que va desenvolupar una pintura aristocràtica i religiosa, Anton van Dyck i Jacob Jordaens. Altres ciutats destacades van ser Brussel·les i Gant.
Rubens, en particular, va tenir una gran influència sobre la cultura visual europea del segle xvii. Les seves innovacions van ajudar a convertir a Anvers en un dels principals centres artístics d'Europa, especialment referent a la fixació de la imagineria triomfal de la Contrareforma; amb ell, el seu deixeble Anton van Dyck va tenir un paper decisiu a l'hora d'establir noves directrius en el retrat anglès. Altres desenvolupaments de la pintura barroca flamenca van ser semblants als que es poden trobar en l'holandesa, amb artistes especialitzats en àrees tals com la pintura d'història, el retrat, les escenes de gènere, els paisatges o la Natura morta.
- Pintura del Renaixement:
  - La pintura del Quatrocento a Itàlia
  - La pintura del Quinquecento a Itàlia
  - La pintura renaixentista fora d'Itàlia
- Postrenaixement
  - La pintura del Manierisme
  - La pintura del Segle d'Or a Espanya
  - La pintura espanyola a Amèrica
  - La pintura realista als països protestants
  - La pintura del classicisme a França

- Pintura barroca
  - La pintura del barroc a Itàlia
  - La pintura del barroc ibèric
  - Pintura barroca als Països Baixos
  - Pintura barroca a Flandes
  - La pintura del Barroc al Nou Món
  - La pintura Rococó

### L'Orient i l'Extrem Orient a l'Edat Moderna
- La pintura en el món musulmà
- La pintura a la Xina
- La pintura japonesa

## Edat Contemporània

### L'impressionisme

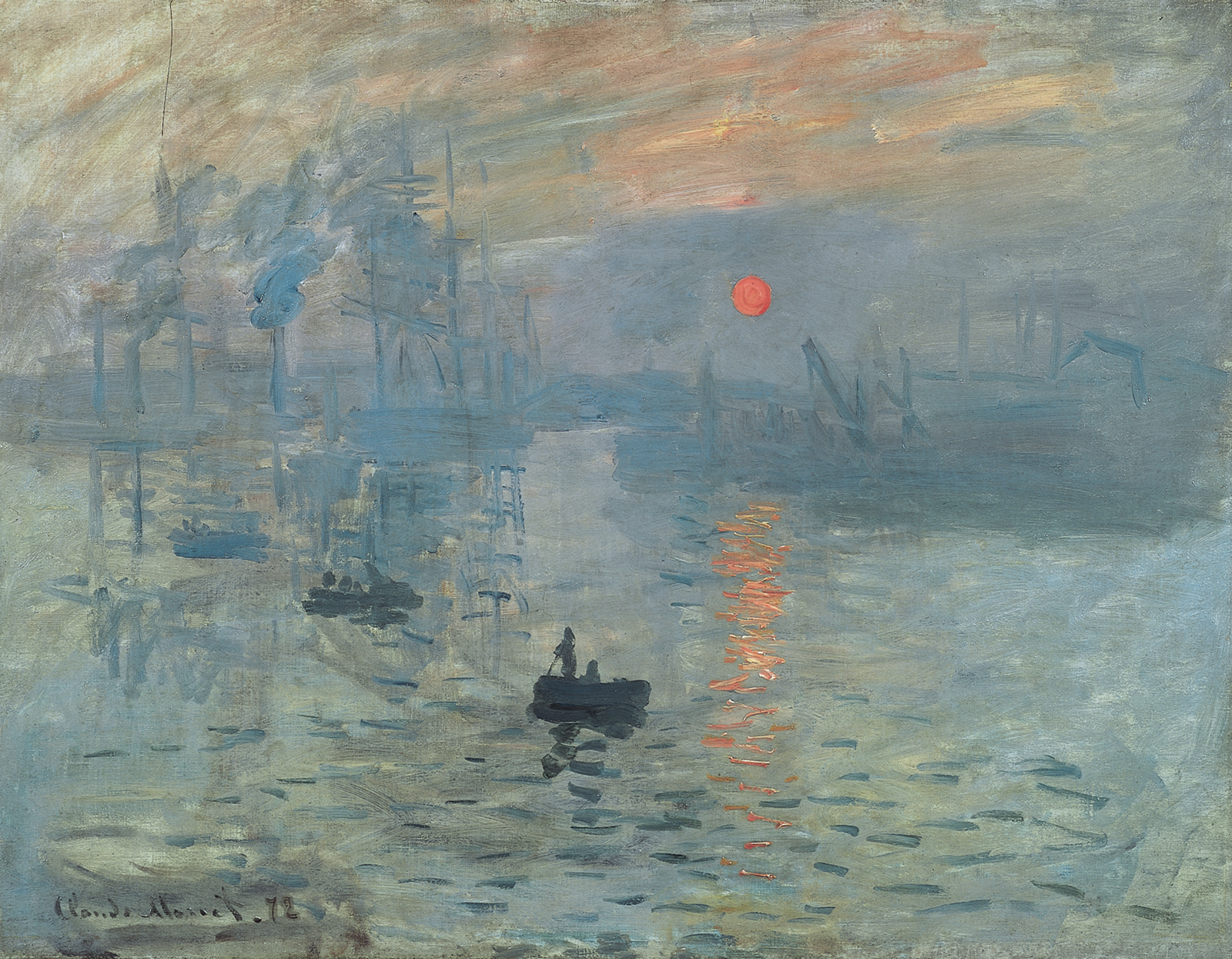
Impressió, sol naixent, obra que donà nom al moviment impressionista.

L'impressionisme és un moviment pictòric, nascut a França, que es va manifestar sobretot de 1874 a 1886 i que va marcar la ruptura de l'art modern amb l'academicisme. Encara que el terme impressionisme s'aplica en diferents arts com la música i la literatura, el seu vessant més conegut, i aquell que en va ser el precursor, és el de la pintura. Destaca la seva tendència a recollir les impressions fugisseres, la mobilitat dels fenòmens més que l'aspecte estable i conceptual de les coses. És a dir, si els seus antecessors pintaven formes amb identitat, els impressionistes pintaran el moment de llum, més enllà de les formes que hi són a sota. El moviment va ser batejat per la crítica com a «impressionisme» amb ironia i escepticisme respecte al quadre de Monet Impressió: sol naixent. Sent diametralment oposat a la pintura metafísica, la seva importància és clau en el desenvolupament de l'art posterior, especialment del postimpressionisme i les avantguardes.

Des de la seva creació, sota el regnat de Lluís XIV a França, l'Acadèmia reial de pintura i d'escultura privilegiava l'ensenyament del dibuix, ja que aquest es podia definir en un cos de doctrina ben estructurat, per al qual la còpia dels models de l'escultura antiga constituïa la referència a l'ideal de bellesa. El color, considerat des d'Aristòtil com un accident de la llum, es prestava molt menys bé a una pedagogia estructurada. Tampoc era, en aquell temps, ensenyada al si de l'Acadèmia, sinó en tallers particulars.
Són els descobriments de la ciència els que, progressivament, van aportant un coneixement millor de la constitució de la llum blanca. La descomposició de la llum pel prisma de Newton (1642-1727) obrirà la porta a la teorització de les relacions de colors. Es crea així un marc conceptual que altres investigadors aprofundiran (Buffon, 1707-1788, sobretot).
Però, a França, encara, va ser el químic Chevreul (1786-1889) qui, pels seus treballs en la Fàbrica reial dels Gobelins, va aconseguir demostrar i quantificar les relacions dels colors per la seva llei del contrast simultani, de 1839: «En el cas on l'ull veu al mateix temps dos colors que s'afecten, els veu al més diferent possible» i la conseqüència d'aquesta llei: «Quan un dels dos colors és el complementari de l'altre, han de diferir més». Es toquen aquí les propietats organolèptiques dels colors.
El 1881, el físic americà Ogden Rood publica en francès l'obra Teoria científica dels colors, les seves aplicacions a l'art i a la indústria, apareguda en anglès dos anys abans.
Aquesta nova visió tindrà un impacte important sobre els científics i també sobre els artistes.
Els pintors refractaris als criteris de l'ensenyament acadèmic (la influència de Jean Auguste Dominique Ingres, 1780-1867, dibuixant incomparable, es manifesta sobre les sensibilitats del mitjà artístic de l'època) van deixar-se temptar per aquesta obertura en un àmbit fins aquí no dominat científicament. Experimentaran les oposicions de colors primaris i complementaris per exaltar la puresa dels colors i, així, donar un esclat més lluminós a les seves teles.
La barreja òptica a l'ull reemplaçarà la barreja dels pigments sobre la paleta (sobretot en els neoimpressionistes). El color, amb aquests pintors, accedia a la primacia dels mitjans de creació. És per la juxtaposició dels colors purs en tocs fragmentats que volien aconseguir crear allò que, fins llavors, només s'esperava del dibuix: la composició, el volum, la perspectiva, la traducció de les emocions.

Els impressionistes havien tingut un precedent en Camille Corot i en l'Escola de Barbizon.
Corot va tenir un important paper en la formulació de l'impressionisme, perquè va renunciar a molts dels recursos formals renaixentistes i preferí concentrar la seva atenció en espais més plans i més senzills, en superfícies més lluminoses. I encara que, a diferència dels impressionistes, mai no va arribar a fragmentar la llum en els seus components cromàtics, i sempre va organitzar i va simplificar les seves formes per aconseguir una certa composició clàssica, també va usar amb freqüència una elevada clau tonal, així com, en termes generals, una frescor i una espontaneïtat noves en el Saló oficial.
D'altra banda, quan l'Escola de Barbizon i, en particular, Rousseau i Daubigny, van adoptar la pintura a l'aire lliure (Rousseau havia començat ja a començaments de 1827), l'anecdotisme va iniciar el seu declivi definitiu progressant en el seu lloc, ràpidament, l'il·lusionisme i l'estudi de la llum.

### El postimpressionisme
El postimpressionisme és el conjunt d'estils pictòrics de finals del segle xix i principis del XX que sorgiren després de l'impressionisme. Fou tant una extensió de l'impressionisme com un rebuig a les seves limitacions. Els postimpressionistes van continuar fent servir colors vius, una aplicació compacta de la pintura, pinzellades distingibles i temes de la vida real, però van intentar posar més emoció i expressió a la seva pintura.
Tot i que sovint exposaven junts, no es tractava d'un moviment en equip. Treballaven en àrees geogràfiques diferents entre si - Van Gogh a Arle, Cézanne a Ais de Provença. Tant les seves formes més exagerades com l'ús del color, estructura i línies van preparar el terreny per als estils que seguirien més endavant durant el segle xx. El crític d'art Roger Eliot Fry va ser el primer a fer servir el terme postimpressionisme per referir-se al grup dels Nabís.
Alguns dels postimpressionistes són Paul Cézanne, Paul Gauguin, Harry Lachman, Henri Rousseau, Georges Seurat, Henri de Toulouse-Lautrec i Vincent van Gogh, entre d'altres.
El moviment que la pintura europea va batejar com a postimpressionisme, a Catalunya es va conèixer com a postmodernisme. El formen tots aquells pintors més joves que els modernistes que, seguint el solc de modernitat internacional obert per aquests, hi van aportar una originalitat més gran.
Molts dels artistes postmodernistes van sortir de la Colla del Safrà. El Picasso jove, l'anterior al cubisme, també cal inscriure'l en aquest context.
Però al costat d'aquests noms tan coneguts n'hi ha d'altres que també van aportar un grau de creativitat inimaginable fins aleshores. Entre els de la Colla del Safrà –a part d'Adrià Gual, que es va arrenglerar ben clarament amb els simbolistes– cal recordar Ramon Pichot, Ricard Canals i Juli Vallmitjana.

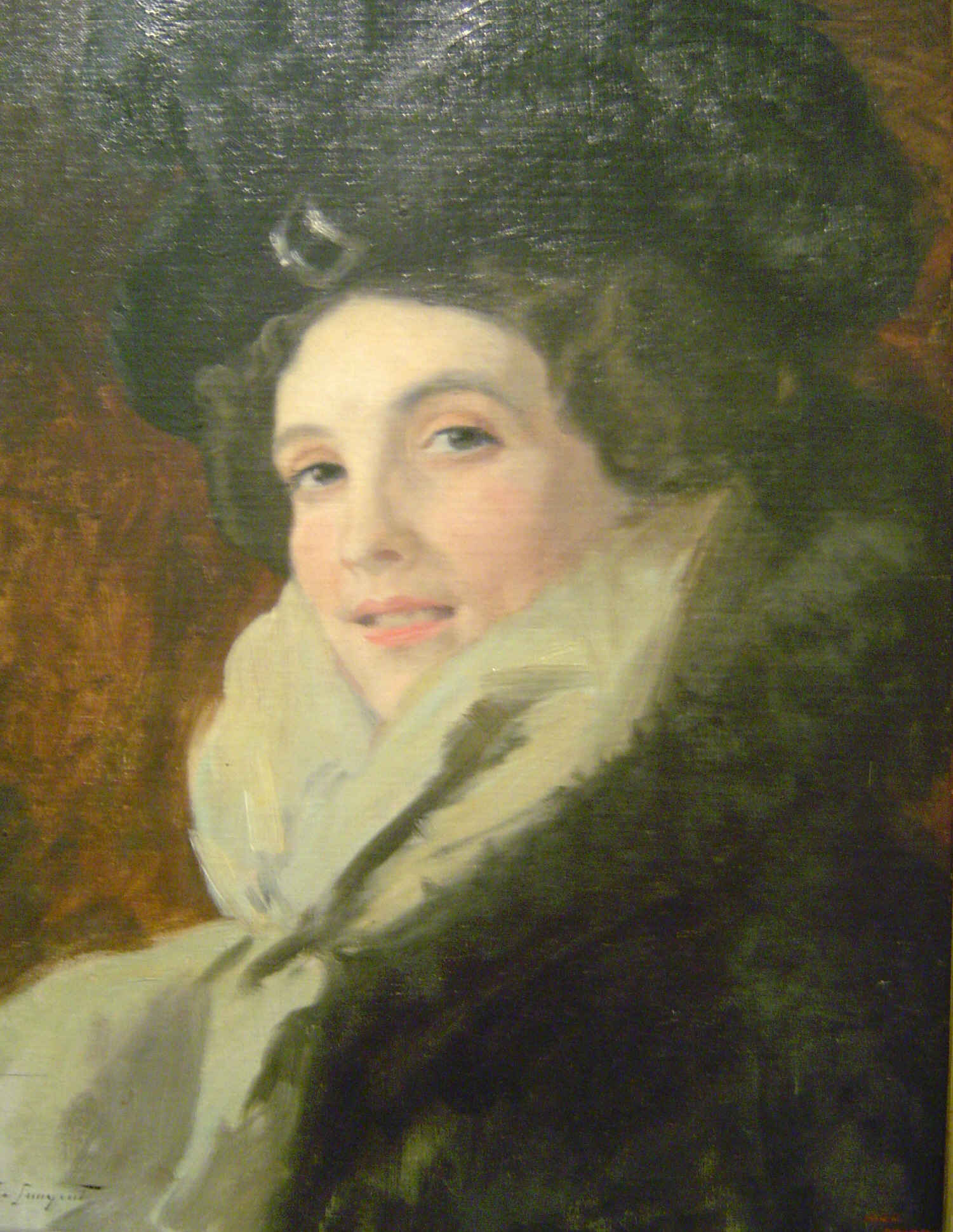
Retrat femení de Sebastià Junyent, 1911

Pichot, que també va travessar una etapa simbolista, va veure's sobretot molt influït per Darío de Regoyos, el gran postimpressionista espanyol però de l'escola belga, que va passar èpoques residint a Catalunya. Pichot, un dels grans propagandistes de Cadaqués arreu, es va moure amb comoditat pel París artístic més innovador, va ser company de Santiago Rusiñol en la descoberta de Granada i va ser un dels primers ídols de joventut del Picasso del 1900, que va seguir el seu estil clarament una temporada. De la mà del marxant Hessele va exposar sovint a París, on va practicar un ingenuisme colorista que li va permetre ser al costat dels Fauves en el sorollós esclat públic del Salon d'Automne del 1905. A Pichot, que va morir abans de la maduresa, li deurem també un dels primers estímuls importants rebuts per Salvador Dalí.
Canals també va ser conduït per un gran marxant a París, Paul Durand-Ruel, el mateix que havia revelat els impressionistes anys abans. D'aquí que en les seves millors obres, que es van exhibir no sols a París sinó als Estats Units, hi hagués un ressò clar de Renoir, que sovint supeditava als temes folklòrics hispànics que obsessionaven una part important del públic europeu.

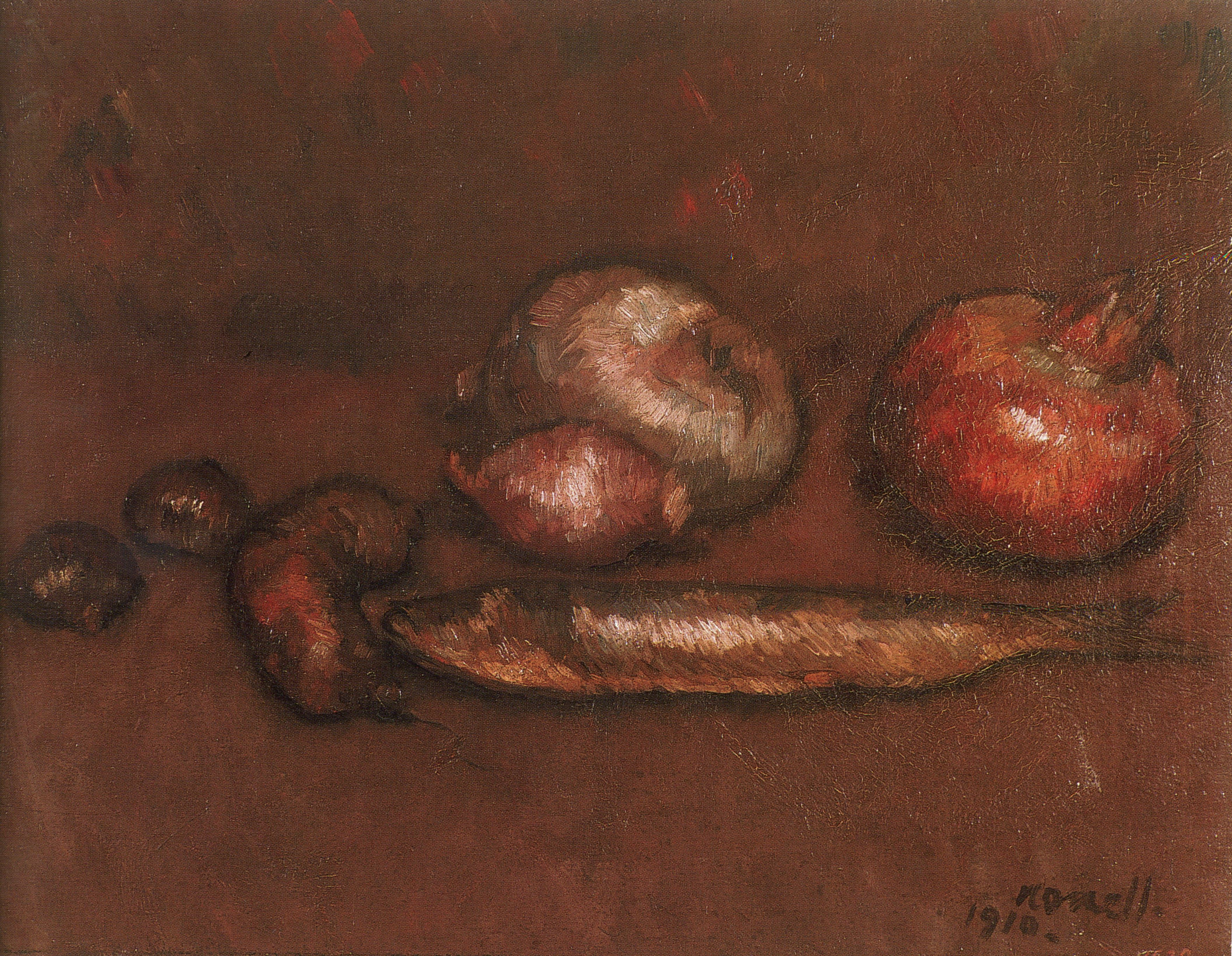
Natura morta amb arengada. Isidre Nonell, 1910. Biblioteca Museu Víctor Balaguer

La personalitat pictòrica de Vallmitjana va ser poc fecunda, però la compaginava amb una interessant dedicació literària al tema dels gitanos, paral·lela a la pictòrica del seu amic Nonell.
Prop d'aquest grup cal situar el Joaquim Sunyer de la primera època, quan a París aconseguia un cert lloc entre els grans postimpressionistes i abans d'esdevenir, de nou a Catalunya, el pintor emblemàtic del Noucentisme.
Un altre grup, el d'El Rovell de l'Ou, va donar noms com Marian Pidelaserra i Pere Ysern, que al París del 1900 van ser els primers catalans a traduir fidelment l'impressionisme ortodox. Un i altre, però, van evolucionar al seu aire, i Pidelaserra crearia un ingenuisme personal que el portaria a una valuosa però difícil aventura expressionista en solitari.

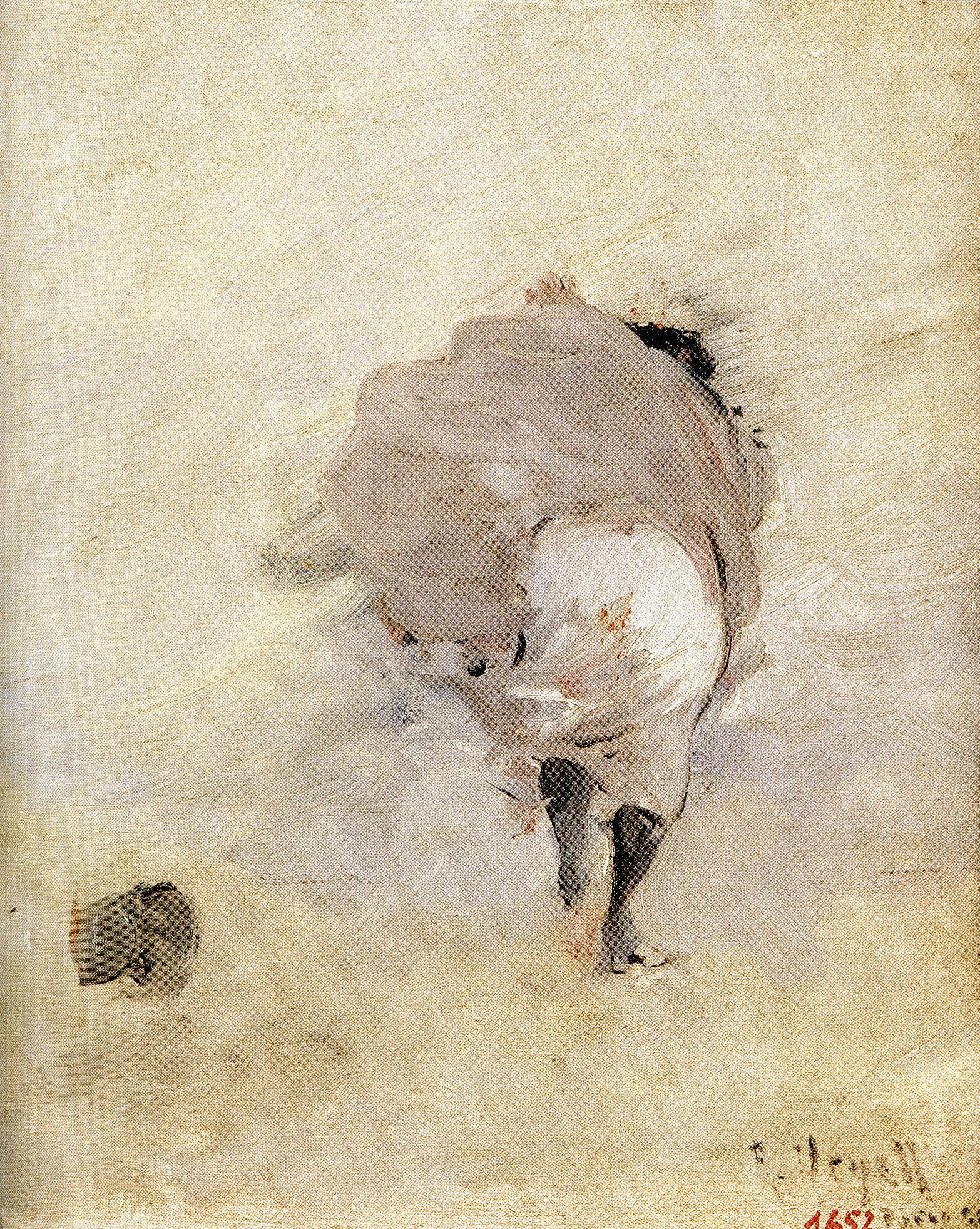
Vent. Ricard Urgell, 1911

Altres pintors de la mateixa època, no adscrits a cap d'aquests grups, van aportar també personalitat al postmodernisme pictòric, com ara Ricard Urgell o Nicolau Raurich, que malgrat la seva modernitat no s'avergonyien de manifestar-se quan calia a través de plataformes conservadores, o Sebastià Junyer i Vidal, gran intèrpret del paisatge mallorquí i íntim amic de Picasso.
- La pintura Neoclàssica
- La pintura en el Romanticisme
- La pintura Realista
- L'Impressionisme
- El Postimpressionisme

### L'Art Modern

#### L'expressionisme

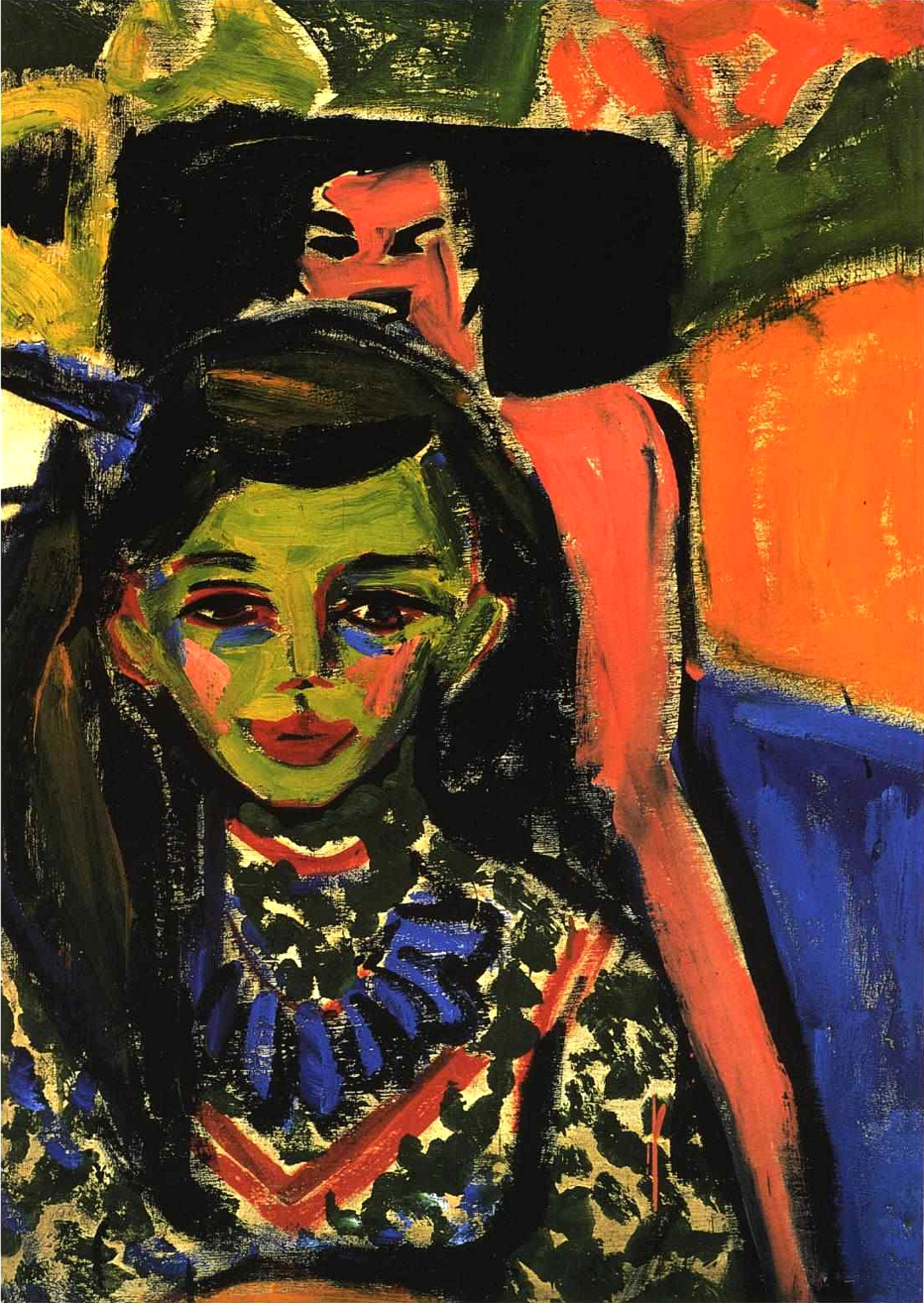
Fränzi davant d'una cadira tallada (1910), d'Ernst Ludwig Kirchner, Museu Thyssen-Bornemisza, Madrid.

L'expressionisme fou un moviment cultural sorgit a Alemanya a començaments del segle xx que tingué plasmació en un gran nombre de camps culturals: art, literatura, música, cinema, teatre, dansa, fotografia, etc. La seva primera manifestació fou en el terreny de l'art, va sorgir paral·lelament al fauvisme francès, essent els primers moviments de les anomenades "avantguardes històriques" artístiques. Més que un estil amb característiques pròpies comunes fou un moviment heterogeni, una actitud i una forma d'entendre l'art que aglutinà a diversos artistes de tendències molt diverses i diferent formació i nivell intel·lectual. Sorgit com a reacció a l'impressionisme, enfront del naturalisme i el caràcter positivista d'aquest moviment de finals del segle xix els expressionistes defensaven un art més personal i intuïtiu, on predominés la visió interior de l'artista –l'"expressió"– enfront de la plasmació de la realitat –la "impressió"–.
L'expressionisme sol ser entès com la deformació de la realitat per a expressar de forma més subjectiva la natura i l'ésser humà, donant primacia a l'expressió dels sentiments més que a la descripció objectiva de la realitat. Entès d'aquesta forma, l'expressionisme és extrapolable a qualsevol època i espai geogràfic. Així, sovint s'ha qualificat d'expressionista l'obra de diversos autors com Matthias Grünewald, Pieter Brueghel el Vell, El Greco o Francisco de Goya. Alguns historiadors, per a distingir-lo, escriuen "expressionisme" –en minúscules– com a terme genèric i "Expressionisme" –en majúscules– per al moviment alemany.
Amb els seus colors violents, la seva temàtica de soledat i de misèria, l'expressionisme va reflectir l'amargor que va envair els cercles artístics i intel·lectuals de la societat alemanya prebèl·lica i d'entreguerres, amargor que provocà un desig vehement de canviar la vida, de cercar noves dimensions a la imaginació, de renovar els llenguatges artístics. Defensava la llibertat individual, la primacia de l'expressió subjectiva, l'irracionalisme, l'apassionament i la temàtica prohibida –el morbós, demoníac, sexual, fantàstic i pervertit–. Intentà reflectir una visió subjectiva, una deformació emocional de la realitat, a través del caràcter expressiu dels mitjans plàstics, que cobraren una significació metafísica, obrint els sentits al món interior. Genuïna expressió de l'ànima alemanya, el seu caràcter existencialista, el seu anhel metafísic, la visió tràgica de l'ésser humà al món li van fer reflex d'aquesta concepció existencial tan nòrdica, tan alliberada al món de l'esperit, a la preocupació per la vida i la mort. Fidel reflex de les circumstàncies històriques en què es va desenvolupar, l'expressionisme revelà l'indret pessimista de la vida, l'angoixa existencial de l'individu, que a la societat moderna, industrialitzada, es veu alienat, aïllat. Així, mitjançant la distorsió de la realitat pretenien impactar a l'espectador, arribar al seu costat més emotiu.
L'expressionisme no fou un moviment homogeni, sinó de gran diversitat estilística: hi ha un expressionisme modernista (Munch), fauvista (Rouault), cubista i futurista (Die Brücke), surrealista (Klee), abstracte (Kandinski), etc. Tot i que el seu major centre de difusió es donà a Alemanya, també es percep en altres artistes europeus (Modigliani, Chagall, Soutine, Permeke) i americans (Orozco, Rivera, Siqueiros, Portinari). A Alemanya s'organitzà principalment entorn de dos grups: Die Brücke (fundat el 1905), i Der Blaue Reiter (fundat el 1911), encara que hi van haver alguns artistes no adscrits a cap grup. Després de la Primera Guerra Mundial aparegué l'anomenada Nova Objectivitat, que si bé sorgí com a rebuig a l'individualisme expressionista, defensant un caràcter més social de l'art, la seva distorsió formal i el seu colorit intens els va fer hereus directes de la primera generació expressionista.

#### El cubisme

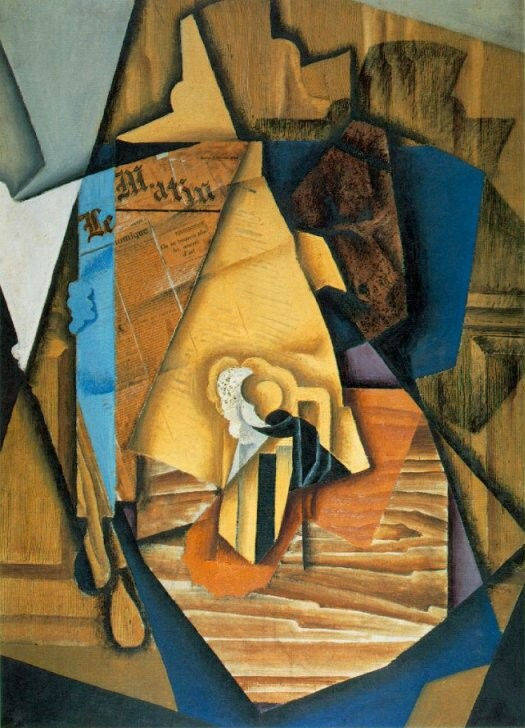
Juan Gris: Home en un cafè, 1914, oli i collage

El cubisme és un dels moviments artístics pertanyents a l'art modern (altrament anomenats.-ismes), present principalment en la pintura i l'escultura, va tenir el seu moment més intens entre 1907 i 1914. És l'art i la innovació més important del segle xx, transformant la perspectiva convencional i la manera de percebre les formes, que apareixen fragmentades com un puzzle amb les peces mal posades.
Es considera l'inici de l'art abstracte. En les obres cubistes els objectes es trenquen, s'analitzen, i es reconstrueixen en una forma abstracta; en lloc de representar els objectes des d'un únic punt de vista, l'artista pinta el motiu des d'una multitud de perspectives per tal de representar-lo en un context més ampli. El cubisme intenta atènyer l'essència de les coses que representa, per la juxtaposició de punts de vista diferents en la realitat, però que apareixen simultanis en l'obra final. La pintura deixa de ser una finestra. L'escultura va deixar de ser un objecte sòlid per esdevenir oberta i transparent. Els cubistes van abolir la idea que cal pintar "matèries nobles"," i pensaven que qualsevol objecte podria ser objecte d'atenció estètica. Per a ells, l'art no és observació únicament sinó acumular experiències.Les Demoiselles d'Avignon de Picasso 1907 és considerat com el primer quadre cubista.
Es pot dividir en dues etapes. A la primera, de 1901 a 1911, anomenada cubisme analític, els seus inventors Picasso i Georges Braque van començar a fragmentar la forma, mantenint encara les formes i temes convencionals, com persones, natures mortes o paisatges, i usant pintura monocroma sobre llenç. Al cubisme sintètic, l'etapa de 1912 a 1915, a la qual destaca Juan Gris a més dels dos mencionats anteriorment, a més de la fragmentació es van incorporant a la pintura altres materials, com per exemple trossos de diari i materials trobats a papereres.
El nom "cubisme" prové d'una reflexió de Matisse (que, per descriure un quadre de Georges Braque, va parlar de «petits cubs»), però va ser introduït pel crític d'art Louis Vauxcelles, que el 1908 va descriure l'obra de Georges Braque com a 'rareses cúbiques'. La paraula cubisme prové de Cub i inicialment tenia connotacions burlesques.
El cubisme s'alimenta dels escrits i de les últimes obres de Paul Cézanne, el primer a fer una interpretació del món segons volums elementals (cubs, esferes, piràmides): "Tot en la natura pren la seva forma del cub, l'esfera i el cilindre."
El cubisme escultòric té la mateixa estètica que el pictòric, i els mateixos objectius, però treballa en tres dimensions. Les escultures es caracteritzen per la intersecció de plans i volums, i la descomposició de les formes. El cubisme descobreix l'espai com a element escultòric, tant la massa com l'espai serveixen per a l'expressió plàstica.
El cubisme va ser una reacció contra la pintura realista de finals del segle xix i principis del xx. El seu principal objectiu era la superació del problema de la perspectiva, que només semblava representar els objectes des d'un punt de vista. Per això van provar de defragmentar els objectes en les diverses perspectives que poden presentar (Cubisme analític) i assolir una síntesi de tots aquests punts de vista (Cubisme sintètic).
D'aquí s'esdevé que els objectes apareixen molt fragmentats i angulosos, i tenen només una relació llunyana amb la forma real dels objectes que representen. Això no obstant, aquesta representació permet l'observació simultània dels diferents punts de vista. Per aquest motiu, la simultaneïtat és una paraula clau del cubisme. Sovint s'aprecien algunes parts dels quadres transparents, mitjançant les quals poden veure's diferents àrees alhora.
Els iniciadors del cubisme consideraven sentimental l'èmfasi en la llum i l'efecte del color de la pintura del seu temps. Per contra, ells provaven d'apropar-se als objectes amb actitud fortament analítica. Especialment en els treballs dels inicis del cubisme, es dona més importància al llenguatge de les formes que al color. Així doncs, les obres són principalment de colors terrosos i apagats, gairebé monocroms.

#### El dadaisme

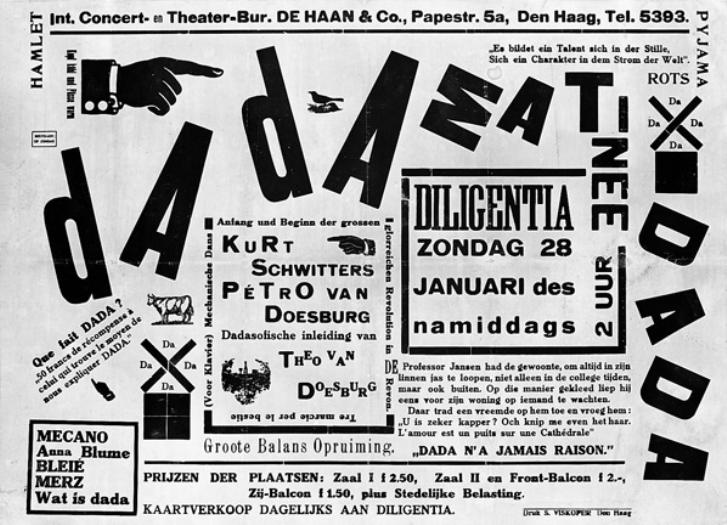
1920 - el moviment Dadá. Auric, Picabia, Ribemont-Dessaignes, Germaine Everling, Casella i Tzara

El dadaisme, també conegut com a moviment dadà, va ser un moviment intel·lectual, literari i estètic d'avantguarda, desenvolupat entre el 1916 i el 1925, precedent immediat del surrealisme. Proposava la negació de tot, la destrucció per la destrucció. Pretenia crear confusió sense alternativa. A Catalunya, la relació amb el dadaisme va ser molt directa, a causa d'un grup d'artistes d'avantguarda que per mitjà de les Galeries Dalmau van donar a conèixer les obres del moviment i també per la presència de Picabia, que va viure a Barcelona (1916-1917) i hi va fundar la revista ‘391’, portaveu de la nova tendència.
El moviment va caracteritzar-se per una postura nihilista, anàrquica, irracional i primitivista, i per una posada en qüestió de totes les convencions i una oposició violenta a les ideologies, l'art, i la política tradicionals. El moviment dadà va influir de manera profunda i clara moviments posteriors i més recents com ara el neodadaisme o el Pop Art.
El dadaisme va sorgir com una resposta a l'absurditat de l'enfrontament bèl·lic que assolava Europa, als interessos burgesos que havien inspirat el conflicte i a la rigidesa intel·lectual opressiva tant en el món de l'art com en els aspectes quotidians de la societat d'aquell temps.
El naixement del moviment, el 1916, durant la Primera Guerra Mundial, a Zúric, pot atribuir-se a Hugo Ball qui, amb la col·laboració de Tristan Tzara, Emmy Hennings, Marcel Janco, Richard Huelsenbeck, Sophie Täuber i Jean Arp, va posar radicalment en qüestió els modes d'expressió tradicionals i els fonaments de l'art.
Hugo Ball i els seus companys vivien exiliats en aquesta ciutat suïssa i discutien el rol de l'art, alhora que presentaven actuacions al Cabaret Voltaire expressant el fàstic que els provocava la guerra i els interessos que l'havien inspirat.
Segons diverses fonts, el dadà va néixer el 6 d'octubre en aquest cabaret. Durant la primera vesprada d'actes al cabaret el 14 de juliol de 1916, Ball va recitar el primer manifest dadà. Tzara, el 1918 escrigué un altre manifest dadà considerat un dels més importants entre els escrits del moviment. D'altres manifests els seguiren.
Després que el cabaret fos tancat, les activitats foren traslladades a una nova galeria, i Hugo Ball va deixar Europa. Tzara va començar una campanya agressiva per estendre les idees del dadaisme, bombardejant els artistes i escriptors francesos i italians amb cartes, i aviat va emergir com el líder i mestre estrateg del dadaisme.

#### L'Escola de París (1940-50)

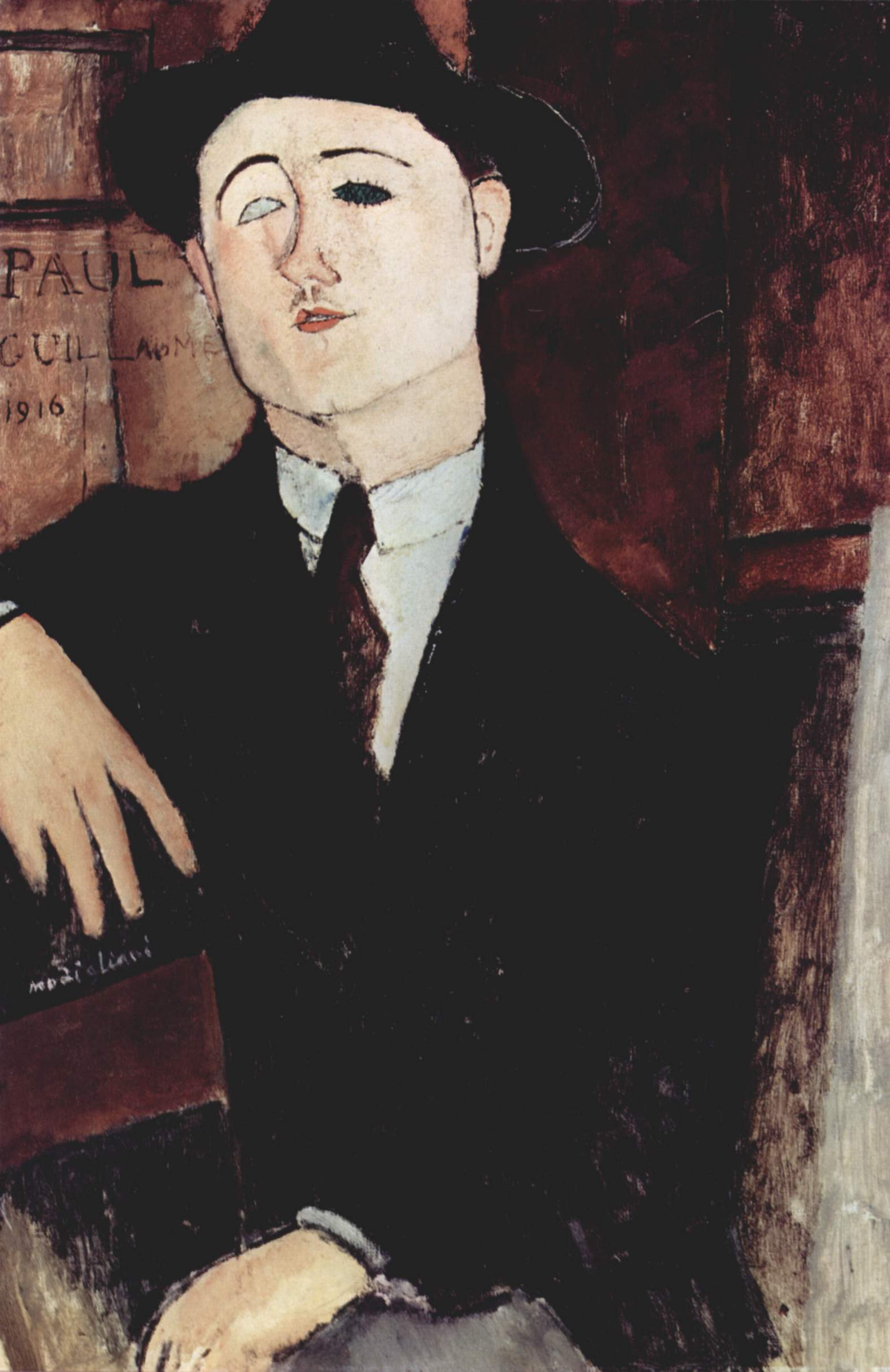
Amedeo Modigliani, Retrat de Paul Guillaume, 1916.

L'Escola de París conforma un grup heterodox d'artistes que treballaren a París (França) al període d'entreguerres (1915-1940), vinculats a diversos estils artístics com el postimpressionisme, l'expressionisme i el surrealisme. El terme engloba a una gran varietat d'artistes, tant francesos com estrangers que residien a la capital francesa en l'interval entre les dues guerres mundials. L'Escola de París és un terme tan ampli i divers com els artistes que la van configurar. Va ser emprat per primera vegada en el curs dels anys vint per André Warnod per referir-se a artistes no francesos que treballaven a la capital francesa: Brancusi, Chagall, Joan Miró i Ferrà, Modigliani, Soutine, Pascin, Fujita, Fernández... La denominació pren relleu després de la Segona Guerra Mundial, quan el 1946 es presenta l'exposició Cent Chefs-d'oeuvres des peintres de l'École de Paris', amb obres de Picasso, Braque, Chagall, Soutine i Matisse, entre d'altres. Un títol que correspon a una concepció molt flexible de la noció Escola de París' i que evidencia que la residència parisenca no havia de ser l'únic requisit per formar-ne part. Sense estratègia homogènia ni programa col·lectiu, el que els va reunir i mantenir plegats va ser la defensa de l'art com a llenguatge universal, conscients de formar part d'una revolució artística. A aquella època la ciutat del Sena era un fèrtil centre de creació i difusió artística, tant pel seu ambient polític, cultural i econòmic, com per ser l'origen de diversos moviments d'avantguarda com el fauvisme i el cubisme, i lloc de residència de grans mestres com Picasso, Braque, Matisse, Léger, etc. També era un remarcable centre de col·leccionisme i de galeries d'art.
- La pintura simbolista
- La pintura modernista
- La pintura Expressionista
- La pintura eclèctica
- La pintura constructivista
- El Cubisme
- El Post-Cubisme
- Dadaisme
- La pintura acadèmica
- La pintura neoplàstica
- La pintura del segle xx als Estats Units
- La Pintura Actual (des de 1940)
  - L'Escola de París (1940-50)
  - La pintura a la dècada del 1940
  - La pintura abstracta
  - La pintura actual als Estats Units